# スッキリ (テレビ番組)
『スッキリ』は、2006年（平成18年）4月3日から2023年（令和5年）3月31日まで日本テレビ系列で生放送されていた朝のワイドショー・情報番組。ステレオ放送。 2017年（平成29年）9月29日までの番組名は『スッキリ!!』（英:SUKKIRI!!）。

## 概要
公式サイトでは本番組を「情報バラエティ」と位置付けている。
VTR出演の人名表記は、他番組とは異なり文化人でも敬称略で表記されることがあるが、一時期は芸能関係の話題を含めて「さん」付けで表記していた。
初回放送日は、当時ステブレレスで本番組に接続していた『ズームイン!!SUPER』の最後のコーナーで本番組の予告特集やクロストークが組まれ、総合司会・羽鳥慎一（当時日本テレビアナウンサー）の「では『スッキリ!!』に向かってズームイン!!」のコールとキャスター陣のポーズを受けて、直後にスタートした。
2011年以降、毎年3月3日は耳の日ということに因んで、本番組含め当日の日本テレビ系列の全国ネットの生番組の全てでリアルタイム字幕放送が実施されていたが、2018年7月2日から毎週月曜日に限り実施されるようになった。後に2018年10月2日より火曜日にも、2019年1月9日より水曜日にも、4月4日より木曜日にも、2020年1月10日より金曜日にも実施し、平日で実施されていた。

### 視聴率
以下、関東地区での場合である。
開始当初は苦戦していたが、次第に視聴率を上げ、2007年から一時期フジテレビの『情報プレゼンター とくダネ!』を上回り、時間帯1位を獲得することもあった。
2012年春までは『とくダネ!』を下回り、民放2位となることが多かったが、『とくダネ!』の女性サブ司会が中野美奈子から菊川怜に交代した2012年7月から本番組が民放1位となることが多くなる。そして2012年度上半期では、放送開始以来初めて『とくダネ!』を抜き去り、時間帯民放1位を獲得した。さらに同年度には、放送開始以来初めて年間での時間帯民放1位を獲得した。
翌2013年も時間帯民放年間1位となったが、テレビ朝日の『モーニングバード!』→『モーニングショー』（第2期）や『とくダネ!』の後塵を拝し、2位以下となることが多くなる。
2017年10月の改題直後は一時的に盛り返したものの、2018年4月以降は民放3位が定位置となっていた。
2020年1月以降は再上昇傾向にあり、『モーニングショー』や『とくダネ!』を抜いて民放1位を記録することもある。
番組最高視聴率は、2011年1月4日の第1部で12.9%（ビデオリサーチ調べ、関東地区・世帯・リアルタイム）。
2020年度、第1部・第2部ともに年間歴代最高視聴率を更新した。
2021年4月以降、上記の『モーニングショー』、この時放送が開始されたTBSの『ラヴィット!』やフジテレビの『めざまし8』に視聴率を順次奪われるようになる。関東地方では比較的視聴率が高かったが、西日本（特に愛知県以西の東海道・山陽新幹線沿線を含む各放送地域）では『モーニングショー』・『ラヴィット』・『めざまし8』に抜かれる地域が増えた。

## 番組の終焉
2022年11月11日、2023年3月31日を以ての番組終了が発表され、2023年1月13日には、同年4月より前座番組『ZIP!』の放送時間を1時間拡大の上5:50 - 9:00の放送に変更、さらに後番組として『DayDay.』（月曜 - 木曜 9:00 - 11:10、金曜 9:00 - 10:25）が放送開始予定であること及び、本番組のエンタメコーナー『クイズッス』にて月曜から木曜までの天の声を務めていた山里亮太が後番組のMCを担当することが発表された。
視聴者に向けても、2022年11月11日の放送冒頭で日本テレビアナウンサーの森圭介から報告した。加藤浩次は「局側の決定であるとはいえ。1年で終わるといわれていたんですが、17年継続できたのは感謝しかないです」とコメントした。
最終回となった2023年3月31日の放送の終盤にはエレファントカシマシの宮本浩次が「俺たちの明日」を歌い、その後に加藤が「17年やった自分に、言いたい。17年間できるの当たり前じゃねぇからな!!ありがとうございました（くりかえし）!それではさよなら!」とコメントし、約17年の歴史に幕を閉じた。
なお、番組終了時点での山里以外の出演者においても、一部コメンテーターをはじめ、一部企画コーナー（『Nizi project』など）は『DayDay.』においても引き継がれている。

## 出演者

### 総合司会・サブ司会・情報キャスター・ニュースキャスター・気象予報士
総合司会・サブ司会
| 期間      | 期間       | 総合司会 | サブ司会   | サブ司会                    |
| 期間      | 期間       | 総合司会 | 男性       | 女性                        |
| --------- | ---------- | -------- | ---------- | --------------------------- |
| 2006.4.3  | 2007.9.28  | 加藤浩次 | テリー伊藤 | 阿部哲子                    |
| 2007.10.1 | 2012.11.30 | 加藤浩次 | テリー伊藤 | 葉山エレーヌ ↓ 石田エレーヌ |
| 2012.12.3 | 2015.3.27  | 加藤浩次 | テリー伊藤 | 杉野真実                    |
| 2015.3.30 | 2016.3.25  | 加藤浩次 | 上重聡     | 岩本乃蒼                    |
| 2016.3.28 | 2017.9.29  | 加藤浩次 | （不在）   | 近藤春菜 岩本乃蒼           |
| 2017.10.2 | 2021.3.26  | 加藤浩次 | （不在）   | 近藤春菜 水卜麻美           |
| 2021.3.29 | 2023.3.31  | 加藤浩次 | 森圭介     | 岩田絵里奈                  |

キャスター・気象予報士
| 期間      | 期間       | 情報キャスター | ニュースキャスター  | ニュースキャスター  | ニュースキャスター  | ニュースキャスター  | ニュースキャスター  | 気象予報士             | 気象予報士             | 気象予報士             | 気象予報士             | 気象予報士             |
| 期間      | 期間       | 情報キャスター | 月曜                | 火曜                | 水曜                | 木曜                | 金曜                | 月曜                   | 火曜                   | 水曜                   | 木曜                   | 金曜                   |
| --------- | ---------- | -------------- | ------------------- | ------------------- | ------------------- | ------------------- | ------------------- | ---------------------- | ---------------------- | ---------------------- | ---------------------- | ---------------------- |
| 2006.4.3  | 2006.9.29  | （不在）       | 岸田雪子 町亞聖     | 岸田雪子 町亞聖     | 岸田雪子 町亞聖     | 岸田雪子 町亞聖     | 岸田雪子 町亞聖     | （女性サブ司会が兼務） | （女性サブ司会が兼務） | （女性サブ司会が兼務） | （女性サブ司会が兼務） | （女性サブ司会が兼務） |
| 2006.10.2 | 2007.9.28  | （不在）       | 町亞聖 池内千香子   | 町亞聖 池内千香子   | 町亞聖 池内千香子   | 町亞聖 池内千香子   | 町亞聖 池内千香子   | （女性サブ司会が兼務） | （女性サブ司会が兼務） | （女性サブ司会が兼務） | （女性サブ司会が兼務） | （女性サブ司会が兼務） |
| 2007.10.1 | 2009.3.27  | （不在）       | 池内千香子 加藤玲奈 | 池内千香子 加藤玲奈 | 池内千香子 加藤玲奈 | 池内千香子 加藤玲奈 | 池内千香子 加藤玲奈 | （女性サブ司会が兼務） | （女性サブ司会が兼務） | （女性サブ司会が兼務） | （女性サブ司会が兼務） | （女性サブ司会が兼務） |
| 2009.3.30 | 2009.5.1   | （不在）       | 池内千香子 加藤玲奈 | 池内千香子 加藤玲奈 | 池内千香子 加藤玲奈 | 池内千香子 加藤玲奈 | 池内千香子 加藤玲奈 | 岩谷忠幸               | 岩谷忠幸               | 岩谷忠幸               | 岩谷忠幸               | 岩谷忠幸               |
| 2009.5.4  | 2010.7.2   | （不在）       | 今井田彩 池内千香子 | 今井田彩 池内千香子 | 今井田彩 池内千香子 | 今井田彩 池内千香子 | 今井田彩 池内千香子 | 岩谷忠幸               | 岩谷忠幸               | 岩谷忠幸               | 岩谷忠幸               | 岩谷忠幸               |
| 2010.7.5  | 2011.3.25  | （不在）       | 池内千香子 下川美奈 | 池内千香子 下川美奈 | 池内千香子 下川美奈 | 池内千香子 下川美奈 | 池内千香子 下川美奈 | 岩谷忠幸               | 岩谷忠幸               | 岩谷忠幸               | 岩谷忠幸               | 岩谷忠幸               |
| 2011.3.28 | 2011.3.31  | （不在）       | 岸田雪子 下川美奈   | 岸田雪子 下川美奈   | 岸田雪子 下川美奈   | 岸田雪子 下川美奈   | 岸田雪子 下川美奈   | 岩谷忠幸               | 岩谷忠幸               | 岩谷忠幸               | 岩谷忠幸               | 岩谷忠幸               |
| 2011.4.1  | 2014.2.21  | （不在）       | 岸田雪子 下川美奈   | 岸田雪子 下川美奈   | 岸田雪子 下川美奈   | 岸田雪子 下川美奈   | 岸田雪子 下川美奈   | 武田恭明               | 武田恭明               | 武田恭明               | 藤富郷                 | 藤富郷                 |
| 2014.2.24 | 2014.3.7   | （不在）       | 岸田雪子 下川美奈   | 岸田雪子 下川美奈   | 岸田雪子 下川美奈   | 岸田雪子 下川美奈   | 岸田雪子 下川美奈   | 藤富郷                 | 藤富郷                 | 藤富郷                 | 藤富郷                 | 藤富郷                 |
| 2014.3.10 | 2014.3.28  | （不在）       | 岸田雪子 下川美奈   | 岸田雪子 下川美奈   | 岸田雪子 下川美奈   | 岸田雪子 下川美奈   | 岸田雪子 下川美奈   | 松並健治               | 松並健治               | 藤富郷                 | 藤富郷                 | 藤富郷                 |
| 2014.3.31 | 2015.3.27  | （不在）       | 岸田雪子 下川美奈   | 岸田雪子 下川美奈   | 岸田雪子 下川美奈   | 岸田雪子 下川美奈   | 矢島学              | 松並健治               | 松並健治               | 藤富郷                 | 藤富郷                 | 藤富郷                 |
| 2015.3.30 | 2016.12.29 | 森圭介         | 岸田雪子 下川美奈   | 岸田雪子 下川美奈   | 岸田雪子 下川美奈   | 岸田雪子 下川美奈   | 矢島学              | 松並健治               | 松並健治               | 藤富郷                 | 藤富郷                 | 藤富郷                 |
| 2017.1.4  | 2018.5.25  | 森圭介         | 鈴木美穂 岸倫子     | 鈴木美穂 岸倫子     | 鈴木美穂 岸倫子     | 鈴木美穂 岸倫子     | 鈴木美穂 岸倫子     | 松並健治               | 松並健治               | 藤富郷                 | 藤富郷                 | 藤富郷                 |
| 2018.5.28 | 2018.6.1   | 森圭介         | 鈴木美穂 岸倫子     | 鈴木美穂 岸倫子     | 鈴木美穂 岸倫子     | 鈴木美穂 岸倫子     | 鈴木美穂 岸倫子     | 松並健治               | 松並健治               | 松並健治               | 藤富郷                 | 藤富郷                 |
| 2018.6.4  | 2019.9.27  | 森圭介         | 森富美              | 森富美              | 森富美              | 後藤晴菜            | 後藤晴菜            | 松並健治               | 松並健治               | 松並健治               | 藤富郷                 | 藤富郷                 |
| 2019.9.30 | 2020.4.10  | 森圭介         | 杉上佐智枝          | 杉上佐智枝          | 森富美              | 森富美              | 後藤晴菜            | 松並健治               | 松並健治               | 松並健治               | 藤富郷                 | 藤富郷                 |
| 2020.4.13 | 2020.6.12  | 森圭介         | 森富美 杉上佐智枝   | 森富美 杉上佐智枝   | 森富美 杉上佐智枝   | 森富美 杉上佐智枝   | 森富美 杉上佐智枝   | 松並健治               | 松並健治               | 松並健治               | 藤富郷                 | 藤富郷                 |
| 2020.6.15 | 2021.3.26  | 森圭介         | 杉上佐智枝          | 杉上佐智枝          | 森富美              | 森富美              | 後藤晴菜            | 松並健治               | 松並健治               | 松並健治               | 藤富郷                 | 藤富郷                 |
| 2021.3.29 | 2021.5.28  | （不在）       | 杉上佐智枝          | 後藤晴菜            | 郡司恭子            | 森富美              | 徳島えりか          | 松並健治               | 松並健治               | 松並健治               | 藤富郷                 | 藤富郷                 |
| 2021.5.31 | 2022.9.2   | （不在）       | 杉上佐智枝          | 後藤晴菜            | 郡司恭子            | 森富美              | 杉野真実            | 松並健治               | 松並健治               | 松並健治               | 藤富郷                 | 藤富郷                 |
| 2022.9.5  | 2022.9.30  | （不在）       | 杉上佐智枝          | 畑下由佳            | 郡司恭子            | 森富美              | 杉野真実            | 松並健治               | 松並健治               | 松並健治               | 藤富郷                 | 藤富郷                 |
| 2022.10.3 | 2023.3.31  | （不在）       | 畑下由佳            | 郡司恭子            | 杉上佐智枝          | 森富美              | 杉野真実            | 松並健治               | 松並健治               | 松並健治               | 藤富郷                 | 藤富郷                 |

備考
- 各出演者共通
  - 2007年10月から2012年11月までの総合司会・サブ司会の3人は毎週土曜17:00 - 17:30に放送されていた『ドタンバ!!』にもMCとして共演していた。
  - 加藤浩次、テリー伊藤、近藤春菜、岩谷忠幸、武田恭明、藤富郷、松並健治以外は出演当時、日本テレビアナウンサー、日本テレビキャスター。
- ニュースキャスター

担当者は当日の別番組のニュースキャスターを兼務する。2011年3月25日までは6:00からの『NNNニュースSUPER』を、翌週の3月28日から2014年3月28日までは『情報ライブ ミヤネ屋』（読売テレビ制作）内の最新ニュースをそれぞれ平日通して隔週交代で担当している。2014年3月31日からは隔週交代で担当するキャスターは月曜日 - 木曜日のみとなり（『情報ライブ ミヤネ屋』兼務は変わらず）、2014年4月4日から2016年12月23日迄の金曜日は矢島が『NNNストレイトニュース』、『深層NEWS』を兼務する形で担当していた。2018年6月4日からの月曜日 - 水曜日は森が『NNNストレイトニュース』、『PON!』→『バゲット』（2018年9月28日までは『ヒルナンデス!』も担当）を、2018年10月6日からの木曜日・金曜日は後藤が『NNNストレイトニュース』、『バゲット』（後者は金曜日を除く）を兼務する形で担当している。
- 加藤浩次
  - 本番組が情報番組の総合司会初担当となった[2]。
  - 2010年3月23日、めちゃ²イケてるッ!濱口だましシリーズ収録のため欠席。
  - 2010年11月28日、プライベートでのフットサル中に右足首を脱臼骨折し、11月29日から12月3日まで手術・療養のため休養。休養中は毎日電話で状況を報告した。
  - 2010年12月13日から12月15日までインフルエンザによる休養のため欠席。
  - 2014年7月4日及び7月7日から7月11日まで2014 FIFAワールドカップにおいてTBSのキャスターとしてブラジルに行ったため欠席。
  - 2015年10月9日、番組内では説明されなかったが、義父（実母の再婚相手）が死去し、葬儀に出席するために帰郷したため欠席。
  - 2018年2月12日、風邪のため欠席。
  - 2020年2月17日から2月19日、インフルエンザによる休養のため欠席。
  - 2020年10月9日、37.5℃の発熱のため、大事を取って欠席[33]。翌12日・13日も微熱が続いているため引き続き欠席。10月13日には肺炎のため入院したことを発表した[34]。その後、治療の甲斐あって10月16日に退院。週明けの10月19日から復帰した[35]。
  - 2022年8月29日から8月31日、家族内で発熱者がいた為待機していたが、新型コロナウイルスの濃厚接触者となった為、引き続き欠席する事となり[36][37]、9月1日より復帰。
  - 2022年9月5日・9月6日は、再び新型コロナウイルスの濃厚接触者となった為、欠席[38]。 9月7日から復帰した[39]。
- テリー伊藤
  - 前番組『ザ!情報ツウ』ではメインコメンテーターとして週2日出演しており、続投した本番組ではサブ司会・平日出演に昇格している。
  - 2007年5月、斜視矯正手術に伴う長期欠席があった。
  - 2008年12月16日、自らが進行役を務めていたTBS系列『バラエティーニュース キミハ・ブレイク』生中継終了後にTBS放送センター前に作られた仮設スケート場のリンク内で転倒して、腰椎の一部を骨折したことになどにより、翌日12月17日の放送から療養のため欠席。12月22日の放送から復帰（12月18日・12月19日は電話音声で出演）。
  - 2012年3月23日、健康診断のため欠席。
  - 2023年3月29日、約8年振りに出演。
- 阿部哲子
  - 2006年11月に結婚するも夫がバンコクに単身赴任中だった。結婚後も引き続き仕事は継続し本番組の司会をそのまま務めていたが、夫の希望により自身もバンコクに移住することになったため、2007年9月30日付で、日本テレビを退社し、本番組においては後任を葉山に託し降板した（9月28日が最後の出演）。無責任な発言が多いため、番組内で『女・高田純次』と称された。
- 葉山エレーヌ（石田エレーヌ）
  - 2012年4月3日放送中に一般人男性との結婚を発表し[40]、6月1日までは葉山姓で出演していたが、6月4日からは夫の名字である石田姓で出演していた[41]。9月24日に妊娠と、2013年2月の出産予定を発表[42]。11月30日の放送を以って産休のために番組を降板[43][注 6]。
- 武田恭明
  - 2014年2月23日に未成年の少女にみだらな行為をしたとして、岐阜県警察大垣警察署に逮捕されたことを受けて事実上の降板となった。これに伴い、2014年3月7日までは木曜日・金曜日担当だった藤富郷が平日に出演した[44]。3月10日からは後任として松並健治が出演している。
- 近藤春菜
  - 2017年1月18日にインフルエンザのため欠席[45]。
  - 2020年4月24日は頭痛のため欠席。翌週の4月27日より復帰したが、新型コロナウイルスの感染拡大予防に伴い、この日から5月29日までリモートで出演[46]。6月1日よりスタジオに復帰。
  - 2020年8月31日・9月1日は数日前に発熱があり大事を取って自宅からリモートで出演。また、念のためPCR検査を受け結果は陰性であることも8月31日の放送で伝えられた。
  - 卒業後の2021年8月19日（木）、加藤の夏休み中に代理MCを務めた。
  - 2023年3月27日、久々の出演をし、「HARUNAまとめ」（17年間の名場面の特集）のコーナーを放送した。
- 森圭介
  - 近藤と同様2020年4月27日より新型コロナウイルスの感染拡大予防のため、リモートで出演[46]していたが、2021年4月のリニューアルに伴いサブ司会に昇格したため、毎日スタジオから出演している。
  - 2022年6月13日から6月17日まで新型コロナウイルスの濃厚接触者となって欠席した為、辻岡義堂が代理で担当。
  - 2022年9月5日から9月9日及び9月12日から9月14日、再び新型コロナウイルスの濃厚接触者となり、その後感染が判明し、当面欠席する為、辻岡義堂・伊藤遼・弘竜太郎が代理で担当[47]。9月15日に復帰。

- 岩田絵里奈
  - 2022年2月9日、体調不良（腹痛）で欠席。代理サブ司会はなしで、森と加藤だけで進行した。また、天気予報を加藤、占いコーナーを森が担当した。
  - 2022年2月10日、前日同様に体調不良（腹痛）で欠席。代理サブ司会はなしで、森と加藤だけで進行した。また、天気予報と占いコーナーは池田美優（みちょぱ）が担当した。
  - 2022年2月11日、前日同様に体調不良（腹痛）で欠席。代理サブ司会はなしで、森と加藤だけで進行した。また、天気予報と占いコーナーはナヲ（マキシマム ザ ホルモン）が担当した。
  - 2022年8月8日、体調不良（喉の痛み）で欠席。代理サブ司会はなしで、森と加藤だけで進行した。また、天気予報と占いコーナーは森が担当した。
  - 2022年8月9日、上記の症状により、PCR検査を受けたところ、新型コロナウイルス感染が判明。 これにより、欠席する事が発表され[48]、2週間の療養を経て、8月22日に復帰した[49]。

### 総合司会・サブ司会代理
日本テレビアナウンサー
- 藤井貴彦（2008年3月10日、2021年8月17日）
  - 加藤が休暇およびフジテレビ『めちゃ×2イケてるッ!』のロケで不在時に担当。加藤の休暇による代理で出演した2021年8月17日は藤井が日本テレビに入社してちょうど10000日目だった。
- 馬場典子（2009年2月2日 - 2月4日）
  - 葉山が遅い冬休みのため、代理でサブ司会を担当。
- 古市幸子（2009年12月14日・12月15日、2010年2月8日 - 2月10日、2011年8月16日・8月17日）
  - 葉山の代理でサブを担当。
- 菅谷大介（2009年8月3日、2010年3月23日、2011年7月28日・7月29日）
  - 加藤が夏休みのため、代理で総合司会を担当。
- 矢島学（2009年8月4日・8月5日）
  - 加藤が夏休みのため、代理で総合司会を担当。
- 藤井恒久（2009年8月6日・8月7日、2010年11月30日・12月15日、2011年8月1日 - 8月3日・9月12日、2012年3月20日、2016年7月12日・7月13日・10月25日・10月26日、2017年8月7日 - 8月11日）
  - 2009年8月・2011年8月は加藤が夏休みのため、2010年11月30日は加藤がケガのため、2010年12月15日は加藤がインフルエンザのため、2011年9月12日、2012年3月20日は加藤が欠席したため、2016年7月・10月・2017年8月は森が休みのため代理で総合司会を担当。
- 蛯原哲（2010年11月29日・12月3日）
  - 加藤がケガのため、代理で総合司会を担当。
- 青木源太（2010年12月1日・12月2日・12月13日・12月14日）
  - 2010年12月1日・12月2日は加藤がケガのため、2010年12月13日・12月14日は加藤がインフルエンザのため、代理で総合司会を担当。『皇室日記』の司会を務めている関係上、皇室リポーターも兼任。
- 佐藤良子（2011年8月18日・8月19日）
  - 葉山の代理でサブ司会を担当。
- 杉野真実（2012年7月9日 - 7月11日）
  - 石田の代理でサブ司会を担当。後に石田の後任として3代目女性サブ司会に就任。
- 徳島えりか（2012年7月12日・7月13日、2014年10月30日・10月31日、2015年10月5日 - 10月9日、2016年7月11日・9月26日 - 9月28日・10月24日、2022年8月19日）
  - 2012年7月12日・7月13日は石田、2014年10月30日・10月31日は杉野、2015年10月5日 - 10月9日、2016年9月26日 - 9月28日は岩本、2016年7月11日・10月24日は森、2022年8月19日は岩田[注 7][50]の代理で情報キャスター代理及びサブ司会代理を担当。
- 森圭介（2012年7月30日 - 8月3日、2013年1月4日・8月26日 - 8月29日、2014年7月4日・7月7日 - 7月11日、2015年8月3日 - 8月7日）
  - 2012年7月・8月は加藤が「ロンドンオリンピック」取材のため、2013年1月4日は加藤が欠席したため、2013年8月と2015年8月は加藤が夏休みのため、2014年7月は「2014 FIFAワールドカップ」取材のため代理で総合司会を担当。2013年8月27日 - 8月30日は前半のみ担当。
- 上田まりえ（2013年10月28日 - 11月1日、2014年3月3日 - 3月7日・10月27日 - 10月29日）
  - 杉野の代理でサブ司会を担当。
- 安村直樹（2016年7月14日・7月15日・9月29日・9月30日・10月27日・10月28日、2018年7月26日、2019年3月28日、2021年10月14日・10月15日）
  - 森・岩本のサブ司会代理を担当。
- 畑下由佳（2017年9月11日 - 9月13日、2018年5月24日・5月25日）
  - 岩本・水卜のサブ司会代理を担当。
- 中島芽生（2017年9月14日・9月15日、2018年5月21日 - 5月23日、2022年8月10日）
  - 岩本・水卜・岩田のサブ司会代理を担当[51][50]。
- 安藤翔（2018年7月23日、2019年3月27日・8月5日）
  - 森の代理情報キャスターを担当。
- 山﨑誠（2018年7月24日、2019年3月25日・8月7日、2020年2月19日、2022年7月28日・7月29日）
  - 森の代理情報キャスター及びサブ司会代理を担当。
- 山本健太（2018年7月25日、2019年3月26日・8月9日、2020年2月17日・2月18日）
  - 森の代理情報キャスターを担当。
- 中野謙吾（2018年7月27日）
  - 森の代理情報キャスターを担当。
- 久野静香（2018年10月10日・10月11日、2019年4月10日・4月11日）
  - 水卜のサブ司会代理を担当。
- 笹崎里菜（2018年10月12日・10月15日・10月16日、2019年4月12日・4月15日・4月16日、2020年2月14日、2022年8月15日）
  - 水卜・岩田のサブ司会代理を担当[注 8][50]。
- 川畑一志（2019年3月29日・8月6日・8月8日、2020年2月20日・2月21日）
  - 森の代理情報キャスターを担当。
- 郡司恭子（2019年9月30日・10月3日、2020年2月12日・2月13日、2022年9月19日・9月20日）
  - 水卜・岩田のサブ司会代理を担当。
- 岩田絵里奈（2019年10月1日・10月2日、2020年2月10日・2月11日・11月10日・11月11日）
  - 水卜のサブ司会代理を担当。同局における情報・報道番組のリニューアルにより、2021年4月から水卜[注 9]の後任としてサブ司会に就任[52]。
- 佐藤真知子（2020年11月9日・11月16日、2021年10月21日・10月22日、2022年9月21日 - 9月23日）
  - 水卜・岩田のサブ司会代理を担当。
- 市來玲奈（2020年11月12日・11月13日、2021年10月18日）
  - 水卜・岩田のサブ司会代理を担当。
- 杉原凜（2021年8月9日・8月10日・10月19日・10月20日、2022年8月9日・8月30日）
  - 岩田のサブ司会代理を担当[注 10][注 11][50]。
- 梅澤廉（2021年10月11日）
  - 森のサブ司会代理を担当。
- 辻岡義堂（2021年10月12日・10月13日、2022年6月13日 - 6月17日・9月5日 - 9月7日・9月12日、2023年2月15日 - 2月17日）
  - 森のサブ司会代理を担当[注 12][注 13][53]。
- 伊藤遼（2022年7月25日 - 7月27日・9月8日・9月9日、2023年2月13日・2月14日）
  - 森のサブ司会代理を担当。
- 小髙茉緒（2022年8月11日）
  - 岩田のサブ司会代理を担当[注 7][50]。
- 黒田みゆ（2022年8月12日・9月16日）
  - 岩田のサブ司会代理を担当[注 14][50]。
- 森富美（2022年8月16日）
  - 岩田のサブ司会代理を担当[注 7][50]。
- 佐藤梨那（2022年8月17日）
  - 岩田のサブ司会代理を担当[注 7][50]。
- 石川みなみ（2022年8月18日）
  - 岩田のサブ司会代理を担当[注 7][50]。
- 弘竜太郎（2022年9月13日・9月14日）
  - 森のサブ司会代理を担当。

コメンテーター・コーナー担当者
- 八代英輝（2008年9月10日、番組中盤から）
  - 加藤が諸事情により番組途中の退席による代わりで担当した。
- 山里亮太（南海キャンディーズ）（2013年8月27日・8月29日、2019年9月17日、2021年8月20日）
  - 加藤が夏休みの為、総合司会代理を担当。それに伴い、天の声は別の人が担当した。2021年8月20日金曜日（元々「天の声」を担当しない金曜）も総合司会代理を担当する。
- ウエンツ瑛士（2013年8月28日、2021年8月18日、2022年8月4日）
  - 加藤が夏休みの為、総合司会代理を担当。
- ドン小西（2013年8月30日）
  - 加藤が夏休みの為、なおかつ森が「9時ッス!!」担当のため、「9時ッス!!」以降の総合司会代理を担当。
- ロバート・キャンベル（2020年2月18日）
  - 加藤がインフルエンザに感染した為、総合司会代理を担当。
- 小澤征悦（2021年8月16日）
  - 加藤が夏休みの為、総合司会代理を担当。
- ヒロミ（2022年8月30日・9月6日）
  - 加藤が新型コロナウイルスの濃厚接触者になった為、総合司会代理を担当。
- 松田丈志（2022年8月31日）
  - 加藤が新型コロナウイルスの濃厚接触者になった為、総合司会代理を担当。
- 杉山愛（2022年9月5日）
  - 加藤が新型コロナウイルスの濃厚接触者になった為、総合司会代理を担当。

### 曜日コメンテーター

#### 放送終了時
| 月曜日                          | 火曜日                                        | 水曜日                                 | 木曜日                                   | 金曜日                     |
| ------------------------------- | --------------------------------------------- | -------------------------------------- | ---------------------------------------- | -------------------------- |
| 杉山愛 石田健 神田愛花 大橋未歩 | ロバート・キャンベル 下川美奈 ヒロミ 秋元里奈 | 宮崎哲弥 松田丈志 池田美優（みちょぱ） | モーリー・ロバートソン 坂口孝則 高橋真麻 | 橋本五郎 小澤征悦 前田裕二 |

##### 不定期（ゲストコメンテーター）
よしひろは火曜日の「WEニュース」の映画コーナー、三上は月曜日。他は、曜日不定。
ナヲ（マキシマム ザ ホルモン）、よしひろまさみち、三上大進、大沢あかね、優木まおみ、草野絵美、森迫永依

#### 過去
- 月曜日：住田裕子、カニリカ、太田宏美、萩谷麻衣子[注 22]、片岡鶴太郎、三船美佳、友利新[注 23]、勝谷誠彦、矢島里佳、五百田達成[注 24]、大宮エリー（2017年5月29日）、小椋久美子（2018年1月22日、杉山愛欠席のため代理出演）、手嶋龍一、平野早矢香（2018年5月28日、杉山愛欠席のため代理出演）、金子恵美（2018年11月26日）、奥山佳恵（2018年12月24日）、河瀬直美（2019年1月28日）、ジャガー横田（2019年2月11日）、ryuchell（2021年12月13日）、井上芳雄（2022年1月10日・3月28日）、大沢あかね（2022年2月28日）、榊原郁恵（ - 2022年3月21日）、伊佐嘉矩（2022年4月18日）、永井美奈子（2022年5月16日・7月11日）、古坂大魔王（2022年5月30日・6月27日、8月1日）、西川貴教（2022年6月13日）、優木まおみ（2022年7月18日）、大橋未歩（2022年7月25日・8月22日・9月12日）、神田愛花（2022年8月15日・9月5日・9月19日）、草野絵美（2022年8月15日・8月29日）、本田望結（2023年1月9日）、潮田玲子（2023年1月16日）
- 火曜日：RIKACO（2019年1月9日水曜日に久々に出演）、片岡鶴太郎、トミーズ雅、ハイヒールリンゴ、渡邉美樹[注 25][注 26]、竹下佳江（2014年7月15日）、はあちゅう、はるな愛、湯山玲子[注 27]、ウエンツ瑛士[注 28]。
箕輪厚介[注 29] [注 30]、塩田元規（2020年9月29日）、岸田奈美[注 31]（2021年2月16日）、水谷隼（2021年12月7日）、伊佐嘉矩（2022年2月8日、3月8日）、永井美奈子（2022年3月22日）
- 水曜日：髙田万由子、清水ミチコ、辺見えみり、斉藤孝、本村健太郎（後に木曜日へ移動）、野口健、アンドレア・ポンピリオ、江田憲司、遼河はるひ、久保純子、飯田泰之、大沢あかね（2021年5月5日に久々に出演）、泉ピン子（2019年1月16日）、夏木マリ（2019年1月23日）、ミッツ・マングローブ（2019年2月6日、2019年3月6日）、河瀬直美（2019年2月20日、3月20日）、松田紀子（2019年2月27日、4月24日）、須藤理彩（2019年3月13日、4月3日、5月15日）、小島慶子（2019年4月10日）、指原莉乃（2019年5月22日）、トラウデン直美[注 32]（2020年8月19日・9月23日、2021年1月27日）、秋元里奈[注 33]（2021年1月13日・2月10日・2月24日）、井上芳雄（2021年11月2日）、ヒコロヒー（2021年12月15日）、犬山紙子[注 34]（2015年3月30日 - 2022年3月30日）
- 木曜日：倉田真由美、濱田マリ、森公美子、磯野貴理子、麓幸子、河野純子、髙田万由子、有森裕子（2007年3月のみ）、義家弘介、藤原美智子、相澤英孝、冨田リカ、尾木直樹（不定期）、織田信成（2014年5月15日）、スタンザーニ・ピーニ詩文奈（2014年6月12日）、本村健太郎、おおたわ史絵、春香クリスティーン、宇野常寛、松嶋尚美、hitomi（2018年5月31日）、榊原郁恵（2018年7月26日・同年8月23日）、松田紀子（2019年1月31日）、池田有希子（2021年12月23日）、秋元里奈（2022年1月27日）
- 金曜日：ハイヒールリンゴ、清水ミチコ、高橋ジョージ（八代英輝の「代理」で出演）、かとうかず子、さかもと未明、東尾理子（はるな愛の代理で出演）、八代英輝、菊池桃子（2014年1月8日）、香山リカ、青木愛、上念司、武井壮、山本由樹[注 35]、荻原次晴（2018年5月25日）、本上まなみ、小島慶子（2018年11月9日）、アンミカ（2018年11月30日）、ミッツ・マングローブ（2018年12月14日）、秋元里奈（2020年12月4日）、三浦崇宏（2021年1月15日・3月12日）、大畑大介、古舘伊知郎（2021年10月8日）、井上芳雄（2021年12月3日）、ryuchell（2022年1月7日）、土屋アンナ[注 36]、石川和男[注 37]（ - 2022年3月25日）、菊地幸夫（ - 2022年4月1日）、優木まおみ（2022年4月29日）、近藤サト[注 38]
- 不定期：川村優希[注 39]、高野優、望月晶子、さだまさし、ミッツ・マングローブ、小島慶子、ジャガー横田、河瀬直美、松田紀子、須藤理彩

備考
- 隔週出演するコメンテーターはコメンテーターの都合により2週連続で出演する場合があるほか、他曜日のコメンテーターが出演する場合がある（特に月曜日担当の杉山は、テニス国際大会の中継解説出演により出演できない場合が多く、その場合、2014年6月までは大会当該の週に友利が2週連続参加したり、大会前後に杉山がその分2週連続で出演するというケースもあった）。
- はるなは2010年9月まで隔週木曜日に、2010年10月から2014年3月までは毎週金曜日にそれぞれ出演。
- 2011年3月までキャンベル、おおたわは水曜日に、大沢は木曜日にそれぞれ出演。
- 2013年3月までロバート・キャンベルと菊地幸夫が火曜日に隔週出演していたが、菊地が八代の後任で金曜日に異動となり、キャンベルが毎週火曜日出演となった。
- 2014年3月まで香山は毎週火曜日に、本村は毎週木曜日出演。2014年3月まで坂口はレギュラーコメンテーターが休みの際に代理による出演だったが、2014年4月からの木曜日は本村と坂口が隔週出演となる。その後、2015年3月19日の放送で本村が番組の卒業を発表したため、2015年4月からは毎週出演に昇格[注 40]。
- 杉山は2014年6月2日まで隔週月曜日出演。友利の産休に伴い、2014年6月16日から毎週月曜日出演となったが、2014年10月より矢島里佳が加わったため再度隔週出演となる。
- テリー伊藤降板後の2015年4月以降はコメンテーターが4人となり、全員がゲスト扱いとなる。
- 月曜日の橋本と手嶋は不定期交代で出演。
- 水曜日の飯田と富坂は不定期交代で出演。
- 2017年10月以降から2018年3月までの金曜日コメンテーターは菊池と本上とゲストコメンテーターで構成していた。
- コメンテーターとして出演していたはるな愛、RIKACOがロケ企画に出演することがある。
- 近藤春菜がサブMCとして加入して以降、コメンテーターは3人体制となり、春菜が実質的なレギュラーコメンテーターを兼任する形となった。
- 月曜日と水曜日に関しては、橋本・杉山＋ゲスト（月曜日）、宮崎・松田丈志（水曜日＋ゲストの3人体制が原則だが、稀にゲストコメンテーターを入れず2人体制で進行することもある。
- 2019年10月23日は宮崎が不在のため、月曜日の橋本が途中まで出演。
- 2020年3月10日はロバート・キャンベルが不在のため、隔週出演の前田と箕輪が揃って出演。
- 2020年3月31日より高橋真麻は、第1子妊娠・出産のため、産休。
- 2020年4月1日より新型コロナウイルス感染拡大防止対策として、コメンテーターの一部（1人または2人）が、別室から中継で出演する形となった。
- 2020年7月7日、産休で番組を離れていた高橋真麻が復帰した。
- 2021年3月29日より杉山愛は、妊娠・出産のため、産休。
- 2021年10月1日、産休で番組を離れていた杉山愛が復帰した。
- 2022年1月27日・2月3日、池田美優が新型コロナウイルスに感染したため、欠席。その後、2月10日に番組に復帰した。
- 2022年4月19日、ロバート・キャンベルが帯状疱疹のため、モーリー・ロバートソンが代役で出演した。
- 2022年10月21日、橋本五郎が新型コロナウイルスに感染したため、石田健が代役で出演した。
- 2022年11月10日より高橋真麻は、妊娠・出産のため、産休。2023年1月5日に復帰した。

### リポーター

#### 放送終了時
- 阿部祐二
  - 主に硬派のレポートを担当。2007年2月のリニューアルから、専用テーマ曲をバックに「加藤さん、事件です!」または「事件です!」と言ってから情報の紹介をしている。また、事件以外にも「再捜査」「新事実」などがある。
  - 阿部は、2011年3月11日の未明（震災発生の約半日前）にタクシーで帰宅途中、千葉県浦安市内の交差点で乗用車に衝突され第二頚椎骨折などの重傷を負い、同県内の病院に入院していたが、6月2日放送から3か月ぶりに復帰する。この影響で、同日午後に発生した東日本大震災直後のリポートができなかった。
- 大竹真
- 中山美香（2007年4月12日 - ）
  - 2020年9月29日をもって、産休に伴い一時的に番組を離脱。

#### 過去
- 坂田陽子（ - 2007年3月29日）
- 武岡智子
- 逸見愛（アメリカから様々な情報を不定期に紹介した）
  - 本番組以外にも『ズームイン!!SUPER』や『ザ・ワイド』（読売テレビ・日本テレビ共同制作）などに出演した。
- 菊池真由子
- 古橋拓真
- 田中美穂
- 山岡三子（『押さえドコ!」担当）
- 竹中三佳（『スッキリ!!ナビ』担当）
- 宮崎瑠依（『スッキリ!!ナビ』担当）
- 尾上綾華（『スッキリ!!ナビ』担当）
- 延友陽子（日本テレビアナウンサー）（『スッキリ!!ナビ』担当、- 2010年9月7日）
- 海附雅美（2007年3月20日 - 2011年3月31日）
- 青池奈津子（アメリカから様々な情報を不定期に紹介）
  - 本番組以外にも『ズームイン!!SUPER』などに出演
- 阿部桃子（2015年3月30日 - 2017年3月31日[54]）
- 西村綾子（2007年3月23日 - 2017年12月28日）

### 芸能リポーター・その他
- 井上公造
- 城下尊之（近年出演はほとんどなくなったが、芸能デスクとして番組に携わっている）
- 佐藤圭一（日本テレビ政治部首相官邸キャップ、政治の話題の時に出演）
- 青木源太（元日本テレビアナウンサー、皇室の話題の時に出演。一部コーナーも兼任していたが、『PON!』への出演に伴いレギュラーを卒業。現在は『バゲット』の放送がない金曜日に不定期で天の声ゴールドとして出演している。）

### 企画
番組終了時
- 天の声（山里亮太）[注 41]：「クイズッス」（月曜日 - 木曜日）
- 天の声ゴールド[注 41]：「クイズッス」（金曜日）（2018年4月 - ）[注 42]
- ウエンツ瑛士 ：「WEニュース」（火曜日）（2011年4月 - 2018年9月、2020年4月 - ）[注 43]
- 清塚信也　:「SHOWCASE」（木曜日）2023年3月マンスリーMC

過去
- 天の声（柳原可奈子）：「クイズッス」（2009年4月 - 2018年3月）（金曜日）
- 栗原はるみ・照英・ケンタロウ（ケンタロウは月1回）：「はるみキッチン」（2009年4月 - 2010年9月）（木曜日）→（2010年9月 - 2011年12月）（金曜日）→（2012年1月 - 2012年10月）（月曜日）
- ドン小西：「ドン小西のピリ辛おしゃれコンシェルジュ」（2009年3月 - 2011年12月）（火曜日）→（2012年1月 - 2015年3月）（金曜日）
- 真壁刀義 ：「うまいッス!!」→「スイーツ真壁のうまいッス!!」（2012年10月 - 2014年3月）（水曜日）→（2014年4月 - 2014年9月）（火曜日）→（2014年10月 - 2015年10月）（木曜日）→（2015年10月 - 2016年3月）（金曜日）
- 関根麻里 ：「週刊マリウッド」（火曜日）（2008年3月 - 2011年3月）→「WEニュース」（火曜日）（2018年10月 - 2019年8月）[注 44]
- LISA（m-flo）：「WEニュース」（火曜日）2019年9月マンスリーMC
- アイナ・ジ・エンド（BiSH）：「WEニュース」（火曜日）2019年10月マンスリーMC
- 青山テルマ：「WEニュース」（火曜日）2019年11月マンスリーMC
- オカダ・カズチカ（新日本プロレス）：「WEニュース」（火曜日）2019年12月マンスリーMC
- ダイスケはん・ナヲ（マキシマム ザ ホルモン）：「WEニュース」（火曜日）2020年1月マンスリーMC
- ジェシー（SixTONES）：「WEニュース」（火曜日）2020年2月マンスリーMC
- DJ KOO（TRF）：「WEニュース」（火曜日）2020年3月マンスリーMC
- SHOCK EYE（湘南乃風）：「湘南乃風SHOCK EYE開運発見！とってもパワスポ」
- 安村直樹 ：「KJ～キニナルジャーナル～」「スッキリJUDGE」→「金曜ドーガショー」（木曜日・金曜日）
- 中山美香 ：「スッタメ」（火曜日）、「スッキリTOUCH」（産休のため）
- 脳みそ夫 ：「スッキリすの週末オススメHuluッス」（2021年3月12日にアイヌ民族に対する不適切な発言があったため、2021年3月19日からコーナー休止）
- 近藤春菜 ：「スッキリVOICE」「HARUNAまとめ」（月曜日・水曜日）
- 森内寛樹 ：「SHOWCASE」（木曜日）2021年4月マンスリーMC
- 清塚信也 ：「SHOWCASE」（木曜日）2021年5月、2022年2月、2022年9月マンスリーMC
- 山之内すず ：「SHOWCASE」（水曜日）2021年6月マンスリーMC
- こがけん ：「SHOWCASE」（水曜日）2021年7月マンスリーMC
- もう中学生 ：「SHOWCASE」（水曜日）2021年9月マンスリーMC
- 川谷絵音 ：「SHOWCASE」（木曜日）2021年10月マンスリーMC
- 丸山礼 ：「SHOWCASE」（木曜日）2021年11月マンスリーMC
- セントチヒロチッチ（BiSH） ：「SHOWCASE」（木曜日）2021年12月マンスリーMC
- モモコグミ・カンパニー（BiSH）：「SHOWCASE」（木曜日）2021年12月マンスリーMC
- ウルフ・アロン ：「SHOWCASE」（木曜日）2022年1月マンスリーMC
- 杉原凜（日本テレビアナウンサー）：「金曜ドーガショー」（金曜日）（2020年10月2日 - 2021年3月12日）→「BUZZ-P」（月曜日）（2021年3月29日 - 2022年3月28日）
- SUZUKA（新しい学校のリーダーズ）：「SHOWCASE」（木曜日）2022年3月マンスリーMC
- 小野あつこ（「おかあさんといっしょ」第21代うたのおねえさん）：「SHOWCASE」（木曜日）2022年4月マンスリーMC
- 佐久間一行：「SHOWCASE」（木曜日）2022年5月マンスリーMC
- 増子直純（怒髪天）：「SHOWCASE」 (木曜日) 2022年6月マンスリーMC
- 高木菜那 ：「SHOWCASE」（木曜日）2022年7月マンスリーMC
- 岡崎体育 ：「SHOWCASE」（木曜日）2022年8月マンスリーMC
- RIEHATA ：「SHOWCASE」（木曜日）2022年10月マンスリーMC
- 濱津隆之 ：「SHOWCASE」（木曜日）2022年11月マンスリーMC
- 青山テルマ ：「SHOWCASE」（木曜日）2022年12月マンスリーMC
- LEO（ALI） ： 「SHOWCASE」（木曜日）2023年1月マンスリーMC
- フワちゃん　：　「SHOWCASE」（木曜日）2023年2月マンスリーMC
- 布川隼汰（不定期）
- 岸洋佑 ：「スッキリTOUCH 不入流 家庭のシミ抜き術」 （不定期）

### ナレーター
- 月曜日：小谷直子、呉圭崇
- 火曜日：新井麻希、太田真一郎
- 水曜日：小谷直子、中井和哉
- 木曜日：杉山裕子、宮島史年
- 金曜日：夕城千佳、呉圭崇・宮島史年（隔週交代）

#### 第2部ニュースコーナー代理
- 山本舞衣子（日本テレビアナウンサー（当時）、2010年9月2日）
- 中田有紀（フリーアナウンサー、『Oha!4 NEWS LIVE』サブキャスター（肩書きは当時）、2010年10月1日。日本テレビ労働組合のストライキのため代理出演[注 45]）
- 森富美（2014年6月27日、2015年6月5日、2016年8月12日・10月7日・11月4日、2019年6月28日・9月20日、2020年1月10日・3月6日、2021年5月5日・6月30日・10月29日・11月24日、2022年5月4日）
- 岸田雪子（2014年8月15日）
- 寺島淳司（2015年8月14日）
- 菅谷大介（2015年10月2日・12月11日、2016年3月11日）
- 山本紘之（2016年4月1日）
- 後藤晴菜（2018年8月6日 - 8月8日、2019年10月22日、2020年2月20日、2021年4月19日、2022年3月21日）
- 久野静香（2018年12月20日、2019年1月10日・1月11日・8月12日 - 8月14日）
- 杉上佐智枝（2019年6月27日、2020年1月15日・2月19日、2021年4月20日・5月4日・7月20日・8月3日・10月5日・11月2日、2022年9月16日・11月7日・12月8日）
- 杉野真実（2020年7月13日・8月3日・8月4日）
- 佐藤梨那（2020年8月21日、2021年1月28日、2022年10月28日）
- 中島芽生（2020年10月20日、2021年1月20日・1月27日、2022年12月15日）
- 郡司恭子（2020年10月23日、2021年6月18日、2023年2月20日）
- 岩田絵里奈（2021年2月3日・2月4日）
- 後呂有紗（2021年8月9日、2022年11月14日・11月28日・12月13日、2023年1月6日・2月2日・2月17日）
- 畑下由佳（2021年12月6日、2022年7月25日・11月9日・11月16日）
- 佐藤真知子（2022年7月19日・11月1日・11月22日、2023年3月29日）

### 専門家
- 新型コロナウイルス関連
  - 佐藤昭裕（医師）
  - 水野泰孝（医師）
  - 峰宗太郎（医師）
  - 小林慶一郎（分科会メンバー）
- 二宮清純（スポーツジャーナリスト）
- 鶴岡路人（慶應義塾大学准教授） - 2022年ロシアのウクライナ侵攻に関する解説
- 2020年東京オリンピック関連
  - 森末慎二（元体操選手） - 体操競技の解説
  - 篠原信一（元柔道選手・元柔道日本代表監督） - 柔道の解説
  - 馬淵優佳（元飛び込み選手、競泳選手の瀬戸大也の妻） - 競泳などの解説
- 村上佳菜子（元フィギュアスケート選手） - 2022年北京オリンピック（フィギュアスケート解説）
- プロ野球・佐々木朗希（千葉ロッテマリーンズ）投手関連
  - 山本昌（野球解説者）- 佐々木朗希の完全試合の解説
  - 中畑清（野球解説者）- 完全試合の次の登板試合の解説
- 三上洋（ITジャーナリスト）
- 一条もんこ（カレー研究会主宰）
- 旧統一教会関連
  - 紀藤正樹（弁護士）
  - 有田芳生（ジャーナリスト）
- 2022 FIFAワールドカップ関連
  - 松井大輔（元サッカー日本代表） - 日本対ドイツ戦の解説、スペイン戦の戦い方の解説、日本対スペイン戦の解説、アルゼンチン対クロアチア戦の解説、決勝のアルゼンチン対フランス戦の解説（2022年11月24日・12月1日・12月2日・12月14日・12月19日）
  - 前園真聖（元サッカー日本代表、サッカー解説者） - 日本対コスタリカ戦の解説、決勝トーナメントのクロアチア戦の戦い方、日本対クロアチア戦の解説、決勝のアルゼンチン対フランス戦の解説など（2022年11月28日・11月29日・12月5日・12月6日・12月19日）
  - 北澤豪（元サッカー日本代表、日本サッカー協会理事） - スペイン戦の戦い方などの解説（2022年11月30日）
- 神野大地（元青山学院大学、3代目山の神） - 第99回東京箱根間往復大学駅伝競走の解説（2023年1月4日）
- 青山弘之（東京外国語大学教授） - トルコ・シリア大地震、シリア内戦の解説（2023年2月15日）
- 宮崎楓太（マッチングアプリ専門カメラマン）（2023年2月15日）
- 炊き込みご飯特集（2023年2月15日）
  - リュウジ （料理研究家）
  - ジョーさん。（料理研究家）
  - Swind（名古屋めし研究家）
  - ユウグッド（炊き込みご飯研究家）
- 内川聖一（元野球日本代表） - WBC2023第1戦の解説など（2023年3月10日・3月13日・3月23日）

## 番組における不祥事・問題内容

### メール詐欺の特集
2012年2月29日と6月1日に放送したインターネットの出会い系サイトや芸能人になりすましたメールを送付する詐欺についての特集で、被害者として紹介した2人が実際には被害者ではなく、インターネット詐欺問題を取り扱っていた弁護士の奥野剛が依頼した知り合いだったということが判明した。番組は「同弁護士から被害者として紹介を受けた2人について、実際に被害を受けていたことの裏付けが十分ではありませんでした。視聴者の皆様にお詫び申し上げますとともに、今後こうしたことのないよう、再発防止に努めて参ります。」とコメントした。後日、日本テレビ社長の大久保好男は「弁護士から2人を紹介されたが、裏付けが足りないまま放送してしまった。再発防止に全力を挙げたい」と説明した。この件について、日本テレビは奥野への法的な対応も検討している。
放送倫理・番組向上機構（BPO）は2013年9月13日に、この件に関して「確認作業が不十分だった」だったとして審議入りすることを決めた。BPOの放送倫理検証委員会は2014年2月14日の審議で、この件に関して放送倫理違反としない判断を固めた。委員長の川端和治は「弁護士が嘘の被害者を紹介するとは全く想定されない状態で、それを疑えと言うのは厳し過ぎ、番組制作が萎縮してしまう恐れがある」と説明した。

### アイヌ民族に対する不適切発言
2021年3月12日に放送した「スッキリすの週末オススメHuluッス」の中でアイヌ民族の女性を紹介するドキュメンタリー番組を紹介したが、その直後にお笑いタレントの脳みそ夫が作品に絡めた不適切なネタ（放送禁止用語）を披露。SNSにて批判の声が上がり、放送直後から日本テレビや放送倫理・番組向上機構（BPO）への抗議が殺到した。
日本テレビは放送当日の夕方に放送した『news every.』にて、同番組キャスターの藤井貴彦（当時日本テレビアナウンサー）が不適切な表現であったことを認め、「アイヌの皆様、関係者の皆様に深くお詫び申し上げるとともに、今後、再発防止につとめてまいります」とのコメントを発表し、謝罪した。脳みそ夫も自身のTwitterにおいて、謝罪すると共に近日中に前述のドキュメンタリー番組出演者と面会することを2021年3月14日に明らかにした。本番組でも3月15日放送分の冒頭において、司会の加藤や水卜らが改めて謝罪し、「スッキリすの週末オススメHuluッス」を当面の間休止にすることを発表した。
日本テレビホールディングスの大久保好男会長は自身が兼任している日本民間放送連盟（民放連）の定例会長会見において、謝罪すると共にアイヌ民族の歴史や文化、伝統を理解し、広く伝える取り組みを進める旨のコメントを2021年3月18日に発表した。日本テレビの小杉善信社長も3月22日の定例会見で「公共性と多様性、基本的人権を尊重することが求められているマスメディアにおいて、こうしたことがあったことの責任を大変重く受け止めております」と述べた上で謝罪した。
日本政府も問題視しており、加藤勝信内閣官房長官は2021年3月15日の午後に行われた記者会見の中で今回の発言について、「アイヌの人々を傷つける極めて不適切なものであり、誠に遺憾であります」と述べ、放送当日である3月12日に担当部署を通じて日本テレビに抗議したことを明らかにし、2021年6月10日に行われたアイヌ政策推進会議でも北海道白老町にある「民族共生象徴空間（ウポポイ）」を活用した、アイヌ民族の歴史・文化の理解を深めるための取り組み促進などの纏めた再発防止策を明らかにした。また、総務省も民放連と日本放送協会（NHK）に対して、差別や人権侵害に対する理解と配慮を求める再発防止要請を2021年4月30日に行った。
北海道アイヌ協会も日本テレビに対して原因究明を求める申し入れを2021年3月13日に行ったことを発表し、同月19日には北海道の鈴木直道知事との共同メッセージを発表、今回の発言を「尊厳を著しく傷つける侮蔑的な表現」と批判し、「アイヌの人たちが苦難を乗り越え歩んできた歴史や心血を注ぎ受け継いできた独自の文化に思いを寄せて、正しい理解を深めて欲しいと思います」との声明を出した。なお、2021年6月6日に札幌市内で行われた同協会の総会に日本テレビの小杉社長が出席し、改めて陳謝している。
BPOはこの件に関して、放送倫理違反の疑いがあるとして審議入りを決めたことを2021年4月9日に発表した。放送倫理検証委員会は2021年7月21日に「放送倫理違反があった」との意見書を発表した。
これを受け日本テレビは2021年5月26日、全社員とスタッフ対象にアイヌ民族の歴史と文化をテーマとした社内研修を行うことを5月24日に発表した。翌6月にも人権問題全般をテーマとした研修も予定している。
BPOの意見書を受けた2021年8月26日放送の本番組内にて検証結果を30分間放映し、コーナーに関わったスタッフ全員がアイヌ民族に関する知識が乏しかったことや、第三者的視点で内容をチェックする体制が皆無だったことなどが指摘された。この他、同民族に関する歴史や同化政策、北海道アイヌ協会副理事長へのインタビューも併せて放送された。司会の加藤も「北海道出身であるにも関わらず、番組内で速やかに謝罪できなかった」として改めて謝罪した。8月29日未明にも同じ内容の特別番組『検証「スッキリ」アイヌ民族差別表現はなぜ放送されたのか』を放映すると共に、アイヌ民族が多く居住している北海道でも本番組を同時ネットしている札幌テレビが8月30日未明に同番組を放映した。
2021年9月16日には、8月5日から8月8日にかけて五輪公認プログラムとして行われたアイヌ舞踊をはじめとするアイヌ文化発信パフォーマンスの模様を特集したことを皮切りに、アイヌ民族関連の特集を同番組内で不定期に放送していくこととした。
なお、日本テレビとアイヌ民族との関係では1994年元日に放送された『ビートたけしのお笑いウルトラクイズ』で、梅垣義明が「イヨマンテの夜」を歌いながら踊りを見せた行為についても、アイヌ関係者からの強い抗議を受けたことがあった。

### 番組スタッフによる伊藤美誠へのライト照射
デイリー新潮によると、2021年7月28日におこなわれた東京オリンピックの卓球競技の中継で、日本代表として出場していた伊藤美誠に対してカメラのライトが照射され、伊藤が審判に対して「取材のカメラが眩しい」と訴える事態となった。これについて、対戦相手が韓国の選手であったことなどからインターネット上では韓国マスコミによる妨害工作であるとの臆測が流れたが、本番組の取材班であることがのちに発覚。取材班は騒動になったことを知ったうえで静観していた。

### ペットサロンに預けられた犬がシャンプー後に急死
2021年1月に「独自 愛犬急死“押さえつけシャンプー”ペットサロン従業員ら証言」と字幕を表示し、とあるペットサロンで起きた犬の虐待致死疑惑を取り上げた。この内容に対し、該当するペットサロンの経営者が“事実に反する放送”と主張し、名誉を侵害されたとして、放送倫理・番組向上機構（BPO）に申し立てた。日本テレビは“事前に十分な取材を行っている”と反論したが、この問題もBPOの審理にかけられる事態となった。
2023年2月、BPOの放送人権委員会はこの件に関して、人権侵害の問題は無いとしたが、「本人に直接取材を行っていない点において、放送倫理上の問題有りとは言えないが、一定の要望はしたい」とし、日本テレビに対し、対象者に対する直接取材の重要性を改めて認識した上で今後の番組制作にあたることの見解を示した。

### 那須どうぶつ王国のペンギン池への故意の転落
2023年3月24日、栃木県那須町にある那須どうぶつ王国の「ペンギンビレッジ」から行われた生放送の中継において、レポーターとして出演したオードリーの春日俊彰がペンギンの餌付け体験をレポートした際、MCの加藤の「春日、池に落ちるなよ。気をつけろぉ! 足元に気をつけろぉ!」という煽りを受ける形で、飼育されている希少種のフンボルトペンギンが数匹いる池に3度にわたり故意に転落する行為があった。転落の際にはスタジオ内で笑いも起きていた。放送の終盤で現地にいる春日とアナウンサーの伊藤遼が土下座で謝罪し、伊藤がペンギンに危害がなかったことを伝えていた。
この行為に対し、ペンギンに接触して傷つける可能性もあったことから、放送終了後にSNS上で批判が集中し炎上、さらに那須どうぶつ王国側が日本テレビに対して「現地関係者との事前の打ち合わせがなかった状況」であったことから「誠に遺憾」として厳重に抗議した事をSNSで明らかにした。日本テレビ側は同日「スッキリ」公式サイトにおいて「動物がいない池に入る可能性があることは事前に打合せしておりましたが、本番ではペンギンのいる池に入ってしまう放送となりました。動物への安全配慮が不足しておりました」と謝罪文を掲載した。
その後、週が明けた同月27日放送の番組冒頭において、この件に関する森、岩田の経緯説明・謝罪コメントに続き、加藤は「番組スタッフが那須どうぶつ王国の方と事前に打ち合わせをした時に、『池に落ちてもいいですか』『こういうロケだったらこういうことがあるんですよ』と説明していた。那須どうぶつ王国の方から、危害を加えなければ池に落ちても大丈夫ですよと聞いていた。実際に動物が池に入っていない状況ならいいですよというニュアンスですよね。ここでスタッフもどうぶつ王国の方たちも納得して、番組に臨んだ。僕自身、当日の打ち合わせでしっかりスタッフと打ち合せすることを怠ってしまった。そこに関しては本当に反省しなくちゃいけない」と背景を説明したうえで、「春日君が落ちなきゃいけない状況に、MCとしての僕が追い込んでしまった」「番組MCとして配慮が全く足りなかった」と謝罪した。また、同日には日本テレビ社長の石澤顕も定例会見で「打ち合わせが不十分だったということ、動物に対する配慮に欠けた内容の中継だった」として「動物園の方、出演者の方々にご迷惑をかけてしまったこと、そして視聴者に不快な思いをさせてしまったことを率直におわびしたいと思います」と謝罪した。しかし、森と岩田が頭を下げて謝罪していたが、加藤は頭を下げなかった。また同月26日には春日と番組スタッフが園側に謝罪をしており「向き合って、しっかり連絡を取り、今回についての最善解決に向けて意見交換を進めているフェーズ」と述べた。
同月27日付で公益社団法人日本動物園水族館協会は、ホームページにおいて声明文を掲載した。声明文では「公益社団法人日本動物園水族館協会（日動水）がテレビ局等のマスメディアに協力するのは、広く人々に動物たちや命の大切さを知り学んでいただき、さらに生物多様性や地球環境の保全にも関心を向けていただくことを望んでいるからです。それは世界的にも動物園水族館の社会的役割にもなっています。今回の番組内容は、そのような目的に合致したものとはとても思えません。動物園の動物に対する安全面や衛生面への配慮が欠落しており、現在、日動水が積極的に取り組んでいるアニマルウエルフェア（動物福祉）にも反していると感じられるからです」とし、「笑いやバラエティーは人間社会にとって必要なものでしょう。しかし、動物に対する敬いの気持ちを忘れて単に笑いの対象とするような行為は日動水として認められないものです。上述した動物への多様な配慮がなされていない番組制作に積極的な協力を行う意思は、これまでも今後も日動水ならびに日動水加盟園館にありません」と制作サイドの姿勢を批判した。
芸能関係者からも今回の番組の制作姿勢に対し批判の声が上がっている。
- （かつてTBSの『どうぶつ奇想天外!』で演出を担当していた）動物ジャーナリストの佐藤栄記は「芸人の暴走ではなく、演出だったのなら言語道断だ。各動物園が鳥インフルの流行で感染症対策に神経をとがらせているなか、ペンギン舎の池に未消毒の服ごと落ちるなど論外。どうしてこうなってしまったのか、週明けの番組冒頭でしっかり経緯を説明して謝罪すべきだ」と糾弾した[107]。
- 動物の愛護活動にも努めている女優の杉本彩はSNSで「放送された問題の部分を確認したが本当に酷い内容だ。動物の尊厳を完全に無視している」「スタジオで笑っている出演者の感覚にも疑問」と批判した[107]。
- お笑い芸人のほんこんは自身のYouTube動画投稿で「27時間とかフジのバラエティーの番組でやってて、というのならまだわからんでもない。『スッキリ』って言うたって情報バラエティーでニュース系やろ?分別、TPOを考えろ言うねん。不可抗力ちゃうもんこれ、どう見ても。これは100対0やな。お前らは何をやってる番組かというのがわかってない。バラエティーなのか。先方に言うてるのか。それは動物園側は怒るよ。それで許さへんと思うで動物園側も」「今はコンプライアンスが厳しい割には、芸人のモラル感というものが、暴走するところをはき違えているよな」「迷惑動画と一緒やで。（テレビは）自分らはええんか?って。勘違いして図に乗ってるのではないでしょうか」と批判した[108]。

一方、同月27日に放送されたABEMAの『ABEMA Prime』に出演したカンニング竹山は、「こんな風に叩かれてしまう時代になったから、もうこういうことも出来ないって事でしょうね。ある意味ロケに行って水があって、そこに例え動物がいようと落ちるていうのは、日本のお笑いの“古典芸能”みたいなものだったから。本音を言うとこれを見て、これはダメだと叩き出したりして、それが炎上してごめんなさいで揉めて1セットになる仕組みが気持ち悪いなと思ってますよね。抗議する必要があるんだろうかっていうのは思います」と語った。更に翌28日には宮迫博之の公式YouTubeチャンネル上の『宮迫博之のサコるニュース』において、宮迫が「芸人あるあるではあるんですけどね。落ちるなよ、落ちるなよっていうのは」と前置きした上で「映像は見てないけど、ちょっと可哀想やけどね。春日が」と主張し、（ゲスト出演していた）千原せいじも宮迫に同調して「春日くん、根性あるなと思って。俺やったら、絶対に（池に）落ちへんもん。ペンギンってむっちゃ臭いねん」「動物の衛生面より春日くんの衛生面を考えてあげて！」「あんな激クサ、激クサ、激クサ動物！」と言い放った。
しかしながら（春日らを擁護する発言をした）竹山・宮迫・千原に対して、あるテレビ局関係者は「“伝統芸”だという、いわゆる『押すなよ押すなよ』の掛け合いは、大前提として熱湯風呂など“押してもいい場所”だから成立し、笑えるもの。今回に関しては施設側から訴えがあった通り、動物の命に関わるという『絶対に超えてはいけないライン』の共有が番組制作側で出来ていなかったのです。単なる、時代の変化や移り変わりの一例、とするには、少し安易だと言わざるを得ません」と批判したほか、視聴者側からも「いつまでも昭和を引きずっている。あの頃は良かった〜って。芸人同士で庇うって、見苦しい」など、芸人側を“時代錯誤”と断ずる非難の声が相次いでいる。

## 歴代スタッフ
- 総監督：村上和彦
- 総合演出：佐藤一、財津功、田中裕樹、吉田絵、中澤浩、前田直彦、藤森和彦、八重沢亮、吉田真紗記
- 演出：三枝孝臣、有田泰紀、下村忠文、高橋雅昭、森浩一、布瀬和夫、山田大樹、塚本大輔、加山雄一郎、小岩井佑樹、山下聖司、木村洋明
- 監修：小山和行
- ディレクター：横山剛輔、長谷川将、古賀淳治、大石健、小松慎太郎、水上啓、廣瀬由起子、木村洋平、渡邊朝也、境一敬、三井保夫、鈴間広枝、筒井梨絵、河野督、小元肇、高光ゆうな、松田由紀子、北川貢司、中島浩喜、藤田幸伸、菅結子、柏原奏、小松真吾、長浜和久、大塚力、梅木顕 ほか
- コーナーチーフディレクター：小野隆史、四家雄一郎、尾上貴洋、川添香理
- チーフディレクター：山辺宏之、冨永倫子、宮崎俊彦、望月理充
- オンエアD：佛田珠美
- 構成：堀田延、金森匠、わぐりたかし、星知美、小幡真弘、成島正浩、つじまるみ、涌田理絵、加藤裕己、猪鼻浩行、空閑香織、満友研、夏目宗弘、カニリカ、大名祥子、倉野満、川瀬吉宏、篠崎貴浩、下河内一雄、中西奈津子、森一盛、服部真由子、中丸智司、佐藤満春（毎日）、小畑良浩、鈴木健太郎、石田ケント、橋本敦司、大久保政男、竹越陵、町田直也、田中英志、志村和哉、杉山奈緒子、西村隆志、北原ゆき、山越和宏　ほか
- TM：江村多加司、保刈寛之、矢込宏敬
- ECG：千代裕子、船木妥子、浅田まどか、辻根昌枝、滑川惠梨奈
- TK：長坂真由美、矢島由紀子、石島加奈子、林たか子、伊藤佳加
- アートプロデューサー：高野豊、高津光一郎
- デザイン：道勧英樹、本田恵子
- 美術協力：日テレアート
- 音効：古野達生、浅井孟義
- 音楽：佐藤賢一、眞鍋昭大、MAYUKO
- CG：WEBLIFE/CRYPTOMERIA 杉江宏憲
- 占いCG：ODDJOB
- デスク：江口光来、菖蒲千穂、大西真紀、宮沢薫、小林茜、蜂谷彩奈
- 芸能デスク：河村圭司
- 報道ニュース：野田美佳子、沼田明、永井和克 ほか
- プロデューサー：矢古宇茂、町尻具宗、小林整司、大田貴史、笠原陽介、中瀬博治、仲田恵一、酒向真一、杉本光一朗、中谷聡、小林拓弘、矢澤真、鳥羽博剛、笹部智大、池内千香子、石塚哲郎、峰添忠、細川好公、鈴木徹、本橋和彦、柏原萌人ほか
- チーフ・プロデューサー：赤間佳彦、松橋裕、藤井純、清博
- プロデューサー：坂巻航、篠宮浩司、保坂昌宏、島田美帆、秋山健一郎、中西太、中川武文、川添武明、脇山浩一、伴在正行、服部完英
- チーフクリエイター：千葉知紀
- チーフプロデューサー：高橋正弘、福地聡、小谷野俊介、菅沼直樹、染井将吾、森田公三、小松良徳、小林景一、富永有一、横田崇
- 制作協力：コギト・エル・ゴスム、Punks、E Company
- 制作協力：AX-ON
- 製作著作：日本テレビ

## テーマ曲

### オープニングテーマ曲
- 2007年1月29日 - 2015年3月27日：ジャーニー「Any Way You Want It」
- 2015年3月30日 - 2016年3月25日：マイケル・ブーブレ「It's A Beautiful Day」[注 50]
- 2016年3月28日 - 2017年9月29日：眞鍋昭大作曲のオリジナルテーマソング
  - 2017年4月3日から、これ以降『スッキリ!!天気予報』（全国天気）でこの曲のアレンジ版が使用されている。
- 2017年10月2日 - 2022年9月30日：MAYUKO「日本テレビ系『スッキリ』オープニングテーマ」
- 2022年10月3日 - 2023年3月31日：東京スカパラダイスオーケストラ『紋白蝶 -8 a.m. SKA-』

※今日のテーマ(1)で取り上げられる話題によってはオープニングが流れず、 総合司会の挨拶から始まることがある。

### 歴代エンディングテーマ曲
月に1度のペースで入れ替わっている。開始当初から2007年2月までは曲のみ流していたが、2007年3月から月曜日 - 木曜日に曲、金曜日にプロモーションビデオを放送。2008年10月から全曜日共通のプロモーションビデオを放送されている。ただしエンディングの時間が少ない時は短縮か省略されることもある。
| 2006年 - 2009年 | 2006年 - 2009年 | 2006年 - 2009年                            | 2006年 - 2009年                                   |
| 年              | 月              | 曲名                                       | 歌手名・ユニット名                                |
| --------------- | --------------- | ------------------------------------------ | ------------------------------------------------- |
| 2006年          | 4月度           | 「願い」                                   | RYTHEM                                            |
| 2006年          | 5月度           | 「希望（ゆめ）」                           | リュ・シウォン                                    |
| 2006年          | 6月度           | 「Gift」                                   | 杉山清貴                                          |
| 2006年          | 7月度           | 「トモダチ」                               | アップダウン                                      |
| 2006年          | 8月度           | 「会社をやめて旅に出よう」                 | 河口恭吾                                          |
| 2006年          | 9月度           | 「追い風」                                 | ストロボ                                          |
| 2006年          | 10月度          | 「Day By Day」                             | Vanilla Mood                                      |
| 2006年          | 11月度          | 「微熱」                                   | 椎名純平                                          |
| 2006年          | 12月度          | 「Silent Night Candle Night」              | 広瀬香美                                          |
| 2007年          | 1月度           | 「霙 -mizore-」                            | サガユウキ                                        |
| 2007年          | 2月度           | 「ソングソルジャー〜明日の戦士〜」         | Dreamers 〜EXILE VOCAL BATTLE AUDITION FINALIST〜 |
| 2007年          | 3月度           | 「Getting Funky!」                         | JYONGRI                                           |
| 2007年          | 4月度           | 「でいご（Okinawa Session）」              | ji ma ma                                          |
| 2007年          | 5月度           | 「SUMMER TIME LOVE」                       | EXILE                                             |
| 2007年          | 6月度           | 「ルリハコベ」                             | スパークリング☆ポイント                           |
| 2007年          | 7月度           | 「星」                                     | SOPHIA                                            |
| 2007年          | 8月度           | 「俄然Yeah!」                              | mihimaru GT                                       |
| 2007年          | 9月度           | 「恋人」                                   | navy&ivory                                        |
| 2007年          | 10月度          | 「サヨナラ」                               | 佐藤竹善                                          |
| 2007年          | 11月度          | 「夢で逢いましょう」                       | LauLa                                             |
| 2007年          | 12月度          | 「SUMMERTIME LOVERS〜3秒間の永遠〜」       | 杉山清貴                                          |
| 2008年          | 1月度           | 「晴レルヤ」                               | ET-KING                                           |
| 2008年          | 2月度           | 「サクラビト」                             | Every Little Thing                                |
| 2008年          | 3月度           | 「春の雪」                                 | KCO                                               |
| 2008年          | 4月度           | 「gallop」                                 | ひまり                                            |
| 2008年          | 5月度           | 「ダッタン人の踊り」                       | 藤澤ノリマサ                                      |
| 2008年          | 6月度           | 「ありがとう」                             | 高杉さと美                                        |
| 2008年          | 7月度           | 「Love Call」                              | RYTHEM with キマグレン                            |
| 2008年          | 8月度           | 「VINCERO -ビンチェロ-」                   | 藤澤ノリマサ                                      |
| 2008年          | 9月度           | 「DISCOTHEQUE」                            | 水樹奈々                                          |
| 2008年          | 10月度          | 「フォーエバーソング」                     | 秦基博                                            |
| 2008年          | 11月度          | 「Angelic Smile」                          | BREAKERZ                                          |
| 2008年          | 12月度          | 「Winter Love Story」                      | JYONGRI                                           |
| 2009年          | 1月度           | 「Long Distance」                          | COLOR                                             |
| 2009年          | 2月度           | 「永遠」                                   | BoA                                               |
| 2009年          | 3月度           | 「It's all Love!」                         | 倖田來未×misono                                   |
| 2009年          | 4月度           | 「Maybe Someday」                          | JYONGRI                                           |
| 2009年          | 5月度           | 「Baby Smile」                             | SOPHIA                                            |
| 2009年          | 6月度           | 「Beautiful」                              | 倉木麻衣                                          |
| 2009年          | 7月度           | 「とろけちゃうダンディ〜」                 | mihimaru GT                                       |
| 2009年          | 8月度           | 「Hello」                                  | 徳永英明                                          |
| 2009年          | 9月度           | 「わたしの、しらない、わたし。」           | 倉木麻衣                                          |
| 2009年          | 10月度          | 「半世紀少年」                             | ユニコーン                                        |
| 2009年          | 11月度          | 「おやすみのキスを〜Good Night My Love〜」 | DOUBLE & 清水翔太                                 |
| 2009年          | 12月度          | 「心こめて」                               | ベッキー♪#                                        |

| 2010年 - 2017年 | 2010年 - 2017年 | 2010年 - 2017年                                        | 2010年 - 2017年              |
| 年              | 月              | 曲名                                                   | 歌手名・ユニット名           |
| --------------- | --------------- | ------------------------------------------------------ | ---------------------------- |
| 2010年          | 1月度           | 「Jump」                                               | girl next door               |
| 2010年          | 2月度           | 「冬めく」                                             | 一青窈                       |
| 2010年          | 3月度           | 「sleep」                                              | シド                         |
| 2010年          | 4月度           | 「Love is… with KG」                                   | Tiara                        |
| 2010年          | 5月度           | 「ユラユラ」                                           | BENI                         |
| 2010年          | 6月度           | 「夏のわすれもの feat.東京スカパラダイスオーケストラ」 | つるの剛士                   |
| 2010年          | 7月度           | 「瞳閉じても」                                         | Lil'B                        |
| 2010年          | 8月度           | 「花束」                                               | 北乃きい                     |
| 2010年          | 9月度           | 「Precious」                                           | GLAY                         |
| 2010年          | 10月度          | 「Sing Forever」                                       | 平井堅                       |
| 2010年          | 11月度          | 「愛はタカラモノ」                                     | タッキー&翼                  |
| 2010年          | 12月度          | 「Love song」                                          | 浜崎あゆみ                   |
| 2011年          | 1月度           | 「Let's get it on」                                    | w-inds.                      |
| 2011年          | 2月度           | 「バラード」                                           | ケツメイシ                   |
| 2011年          | 3月度           | 「さよならの代わりに」                                 | JUJU                         |
| 2011年          | 4月度           | 「縁を結いて」                                         | 堂本剛                       |
| 2011年          | 5月度           | 「Esperanza」                                          | 西野カナ                     |
| 2011年          | 6月度           | 「流れ星と恋の雨」                                     | 久保田利伸                   |
| 2011年          | 7月度           | 「BELIEVE」                                            | 加藤ミリヤ×清水翔太          |
| 2011年          | 8月度           | 「beloved」                                            | 浜崎あゆみ                   |
| 2011年          | 9月度           | 「ワンモアタイム」                                     | ポルノグラフィティ           |
| 2011年          | 10月度          | 「マダオワラナイ」                                     | 清水翔太                     |
| 2011年          | 11月度          | 「リフレイン」                                         | 三代目J Soul Brothers        |
| 2011年          | 12月度          | 「Ooo Baby」                                           | EXILE ATSUSHI                |
| 2012年          | 1月度           | 「ワンダフルキューピット」                             | NYC                          |
| 2012年          | 2月度           | 「イエス」                                             | Acid Black Cherry            |
| 2012年          | 3月度           | 「The beginning」                                      | 絢香                         |
| 2012年          | 4月度           | 「残り香」                                             | シド                         |
| 2012年          | 5月度           | 「signal」                                             | girl next door               |
| 2012年          | 6月度           | 「くちびる」                                           | aiko                         |
| 2012年          | 7月度           | 「Because... I am」                                    | flumpool                     |
| 2012年          | 8月度           | 「LIFE IS A PARTY」                                    | FUNKY MONKEY BABYS           |
| 2012年          | 9月度           | 「小悪魔ジュリエット」                                 | タッキー&翼                  |
| 2012年          | 10月度          | 「Dazzling Girl」                                      | SHINee                       |
| 2012年          | 11月度          | 「MELROSE 〜愛さない約束〜」                           | EXILE ATSUSHI                |
| 2012年          | 12月度          | 「はじまりのとき」                                     | 絢香                         |
| 2013年          | 1月度           | 「運命論」                                             | GLAY                         |
| 2013年          | 2月度           | 「In Our Time」                                        | 東方神起                     |
| 2013年          | 3月度           | 「サヨナラにさよなら」                                 | テゴマス                     |
| 2013年          | 4月度           | 「さつきあめ」                                         | BENI                         |
| 2013年          | 5月度           | 「Magic of Love」                                      | Perfume                      |
| 2013年          | 6月度           | 「一千一秒」                                           | EXILE TAKAHIRO               |
| 2013年          | 7月度           | 「道しるべ」                                           | EXILE ATSUSHI                |
| 2013年          | 8月度           | 「涙色」                                               | 西野カナ                     |
| 2013年          | 9月度           | 「Boys Meet U」                                        | SHINee                       |
| 2013年          | 10月度          | 「強く儚く」                                           | flumpool                     |
| 2013年          | 11月度          | 「守ってあげたい」                                     | JUJU                         |
| 2013年          | 12月度          | 「Very Merry Xmas」                                    | 東方神起                     |
| 2014年          | 1月度           | 「HEAD BANGIN'」                                       | THE SECOND from EXILE        |
| 2014年          | 2月度           | 「MOTORCYCLE」                                         | Super Junior-DONGHAE&EUNHYUK |
| 2014年          | 3月度           | 「MAKE A MIRACLE」                                     | EXILE ATSUSHI                |
| 2014年          | 4月度           | 「High Five」                                          | 中山優馬                     |
| 2014年          | 5月度           | 「熱帯魚の涙」                                         | Flower                       |
| 2014年          | 6月度           | 「Sweat」                                              | 東方神起                     |
| 2014年          | 7月度           | 「SWEET 19 BLUES」                                     | 安室奈美恵                   |
| 2014年          | 8月度           | 「HOTEL」                                              | 倖田來未                     |
| 2014年          | 9月度           | 「俺たちのセレブレーション」                           | ポルノグラフィティ           |
| 2014年          | 10月度          | 「Time Works Wonders」                                 | 東方神起                     |
| 2014年          | 11月度          | 「鍵のない箱」                                         | KinKi Kids                   |
| 2014年          | 12月度          | 「Sweet Track」                                        | やなぎなぎ                   |
| 2015年          | 1月度           | 「エデン」                                             | 水樹奈々                     |
| 2015年          | 2月度           | 「さよなら、アリス」                                   | Flower                       |
| 2015年          | 3月度           | 「情熱の花」                                           | EXILE                        |
| 2015年          | 4月度           | 「YOLO moment」                                        | 中山優馬                     |
| 2015年          | 5月度           | 「もしも運命の人がいるのなら」                         | 西野カナ                     |
| 2015年          | 6月度           | 「RED」                                                | B'z                          |
| 2015年          | 7月度           | 「Don't Stop the Music」                               | EXILE SHOKICHI               |
| 2015年          | 8月度           | 「24karats GOLD SOUL」                                 | EXILE                        |
| 2015年          | 9月度           | 「Golden Touch」                                       | 安室奈美恵                   |
| 2015年          | 10月度          | 「好きで好きで好きすぎて」                             | chay                         |
| 2015年          | 11月度          | 「Sing your Song」                                     | SHINee                       |
| 2015年          | 12月度          | 「Merry × Merry Xmas★」                                | E-girls                      |
| 2016年          | 1月度           | 「AGEHA」                                              | GENERATIONS from EXILE TRIBE |
| 2016年          | 2月度           | 「Sexy Young Beautiful」                               | Happiness                    |
| 2016年          | 3月度           | 「解放区」                                             | flumpool                     |
| 2016年          | 4月度           | 「Boom Word Up」                                       | w-inds.                      |
| 2016年          | 5月度           | 「HellO」                                              | 西内まりや                   |
| 2016年          | 6月度           | 「MUGEN ROAD」                                         | 三代目 J Soul Brothers       |
| 2016年          | 7月度           | 「HIGHER GROUND feat. Dimitri Vegas & Like Mike」      | EXILE TRIBE                  |
| 2016年          | 8月度           | 「蝶々結び」                                           | Aimer                        |
| 2016年          | 9月度           | 「他の誰かより悲しい恋をしただけ」                     | Flower                       |
| 2016年          | 10月度          | 「涙のない世界」                                       | AAA                          |
| 2016年          | 11月度          | 「LiAR」                                               | ポルノグラフィティ           |
| 2016年          | 12月度          | 「Coming Over」                                        | EXO                          |
| 2017年          | 1月度           | 「All Day Long Lady」                                  | E-girls                      |
| 2017年          | 2月度           | 「SUPER FLY」                                          | EXILE THE SECOND             |
| 2017年          | 3月度           | 「J.S.B.LOVE」                                         | 三代目 J Soul Brothers       |
| 2017年          | 4月度           | 「一生一瞬」                                           | Sonar Pocket                 |
| 2017年          | 5月度           | 「パッ」                                               | 西野カナ                     |
| 2017年          | 6月度           | 「REVIVER」                                            | MY FIRST STORY               |
| 2017年          | 7月度           | 「Perfect Summer」                                     | lol                          |
| 2017年          | 8月度           | 「Love ☆ Queen」                                       | E-girls                      |
| 2017年          | 9月度           | 「Route 66」                                           | EXILE THE SECOND             |
| 2017年          | 10月度          | 「手をつなぐ理由」                                     | 西野カナ                     |
| 2017年          | 11月度          | 「Don't wanna cry」                                    | 安室奈美恵                   |
| 2017年          | 12月度          | 「世界はどこまで青空なのか?」                          | NGT48                        |

| 2018年 - 2023年 | 2018年 - 2023年 | 2018年 - 2023年                          | 2018年 - 2023年              |
| 年              | 月              | 曲名                                     | 歌手名・ユニット名           |
| --------------- | --------------- | ---------------------------------------- | ---------------------------- |
| 2018年          | 1月度           | 「Electric Kiss」                        | EXO                          |
| 2018年          | 2月度           | 「ハートアップ」                         | 絢香&三浦大知                |
| 2018年          | 3月度           | 「Dirty Talk」                           | w-inds.                      |
| 2018年          | 4月度           | 「Fandango」                             | THE RAMPAGE from EXILE TRIBE |
| 2018年          | 5月度           | 「FAKESHOW」                             | Da-iCE                       |
| 2018年          | 6月度           | 「恋と愛」                               | 三代目 J Soul Brothers       |
| 2018年          | 7月度           | 「Boom! Boom! ヘブン」                   | BRADIO                       |
| 2018年          | 8月度           | 「Let Me Know」                          | Perfume                      |
| 2018年          | 9月度           | 「住所 feat. 岡村靖幸」                  | KICK THE CAN CREW            |
| 2018年          | 10月度          | 「がってんShake!」                       | 祭nine.                      |
| 2018年          | 11月度          | 「Nothing But You」                      | 村上佳佑                     |
| 2018年          | 12月度          | 「OVER DRIVE」                           | FANTASTICS from EXILE TRIBE  |
| 2019年          | 1月度           | 「男気・夢・音頭」                       | BOYS AND MEN                 |
| 2019年          | 2月度           | 「まっしろ」                             | ビッケブランカ               |
| 2019年          | 3月度           | 「ありがとう〜100万回の約束〜」          | カラフルパレット             |
| 2019年          | 4月度           | 「Bloomin'」                             | パク・ボゴム                 |
| 2019年          | 5月度           | 「最後のPiece feat.シェネル & Beverly」  | SPICY CHOCOLATE              |
| 2019年          | 6月度           | 「イチタスイチ」                         | Da-iCE                       |
| 2019年          | 7月度           | 「LILLY」                                | Hump Back                    |
| 2019年          | 8月度           | 「FLY MY WAY」                           | 鈴木瑛美子                   |
| 2019年          | 9月度           | 「いつまでも続くブルー」                 | 矢井田瞳                     |
| 2019年          | 10月度          | 「それは恋の終わり」                     | まふまふ                     |
| 2019年          | 11月度          | 「その人」                               | 久保田利伸                   |
| 2019年          | 12月度          | 「Snow White Girl」                      | THE BEAT GARDEN              |
| 2020年          | 1月度           | 「愛のために 〜for love, for a child〜」 | EXILE                        |
| 2020年          | 2月度           | 「Beginnin'」                            | エドガー・サリヴァン         |
| 2020年          | 3月度           | 「カラフル」                             | 仲村宗悟                     |
| 2020年          | 4月度           | 「Demolition Girl」                      | INABA/SALAS                  |
| 2020年          | 5月度           | 「ピーマン」                             | オメでたい頭でなにより       |
| 2020年          | 6月度           | 「Symbol」                               | 宮川大聖                     |
| 2020年          | 7月度           | 「サントラ」                             | Creepy Nuts × 菅田将暉       |
| 2020年          | 8月度           | 「僕らが強く。」                         | DISH//                       |
| 2020年          | 9月度           | 「GAL-TRAP」                             | 安斉かれん                   |
| 2020年          | 10月度          | 「GirlsSpkOut Ft.ちゃんみな」            | テヨン                       |
| 2020年          | 11月度          | 「轟け、獅子太鼓」                       | 祭nine.                      |
| 2020年          | 12月度          | 「RED PHOENIX」                          | EXILE                        |
| 2021年          | 1月度           | 「Late Show」                            | sumika                       |
| 2021年          | 2月度           | 「新しい花」                             | 関取花                       |
| 2021年          | 3月度           | 「Take Over」                            | DEAN FUJIOKA                 |
| 2021年          | 4月度           | 「Crazy Lemon」                          | In The BLOOD EYES            |
| 2021年          | 5月度           | 「1995」                                 | 平井堅                       |
| 2021年          | 6月度           | 「Love in the Stars -星が巡り逢う夜に-」 | MORISAKI WIN                 |
| 2021年          | 7月度           | 「ナチュラル」                           | 仲村宗悟                     |
| 2021年          | 8月度           | 「Say My Name」                          | 與真司郎                     |
| 2021年          | 9月度           | 「Shining One」                          | BE：FIRST                    |
| 2021年          | 10月度          | 「祝祭」                                 | GLAY                         |
| 2021年          | 11月度          | 「yoake」                                | MAN WITH A MISSION           |
| 2021年          | 12月度          | 「○か×」                                 | 吉井和哉                     |
| 2022年          | 1月度           | 「みょーじ」                             | オレンジスパイニクラブ       |
| 2022年          | 2月度           | 「桜風」                                 | 栞寧                         |
| 2022年          | 3月度           | 「手のひら重ねれば」                     | 竹内アンナ                   |
| 2022年          | 4月度           | 「HELLO」                                | 中島美嘉                     |
| 2022年          | 5月度           | 「SOMEBODY」                             | PRIKIL                       |
| 2022年          | 6月度           | 「The Greatest」                         | BoA                          |
| 2022年          | 7月度           | 「その気にさせないで」                   | マハラージャン               |
| 2022年          | 8月度           | 「Behind the moonlight」                 | 男澤直樹                     |
| 2022年          | 9月度           | 「いい気分」                             | ベリーグッドマン             |
| 2022年          | 10月度          | 「スターマイン」                         | Da-iCE                       |
| 2022年          | 11月度          | 「あいしてるのまほう」                   | 天月-あまつき-               |
| 2022年          | 12月度          | 「Love Genic」                           | Girls²                       |
| 2023年          | 1月度           | 「風に飛び乗れ」                         | 中島卓偉                     |
| 2023年          | 2月度           | 「BANTAM」                               | 稲葉浩志                     |
| 2023年          | 3月度           | 「Boom Boom Back」                       | BE：FIRST                    |

### コーナーテーマ
- 関根麻里の週刊マリウッド
  - 映画『ホームアローン』のテーマ
- WEニュース
  - オープニング - 映画『バック・トゥ・ザ・フューチャー』のテーマ
  - ウエンツ瑛士登場時
    - 「サンライズ」 - スペクトラム（プロレスラー・スタン・ハンセンの入場テーマ、2011年4月5日 - 2012年6月19日）
    - 週替わり（2012年6月26日 - ）
- ロンドンパラリンピックスッキリ!!応援団ッス
  - 　「A.O.SO.LA〜キセキ〜」 - アシガルユース
- 気になる情報徹底リサーチ! Yo!チェック→うまいッス!!
  - 真壁刀義登場時
    - 「The Score」 - エマーソン・レイク・アンド・パウエル（新日本プロレスの試合開始前・試合終了後に流れるテーマ並びにテレビ朝日『ワールドプロレスリング』のテーマ）
    - 「Immigrant Song」 - 布袋寅泰（真壁の試合入場テーマ曲、プロレスラー・ブルーザー・ブロディが使用していた入場曲「移民の歌」を布袋がカバーした物）[注 55]
- スッキリ!!天気予報
  - 「俺たちの理不尽（プライド）」 - アナサー男子三人衆（森圭介・藤田大介・青木源太、2014年8月25日 - 12月29日）
- スッキリ!!スポーツ
  - 「俺たちの明日」 - エレファントカシマシ
- HARUNAまとめ
  - 「Bills」　- ランチマネー・ルイス
- オリンピック情報時は嵐による歴代日本テレビ系列オリンピックテーマソングが流れる

## ネット局と放送時間
- 2019年9月30日以降、全ネット局の放送時間は全局一律で8:00 - 10:25ではあるが、番組後半の9:30 - 10:25は現在もローカルセールス枠[注 56]のままとなっていたため、日本テレビ以外のネット局では編成の都合により臨時に9:30飛び降りとする場合があった[注 57]。
- 2017年4月3日以降のネット状況についてを記す。

| 放送対象地域   | 放送局                    | 系列           | ネット開始日                 | 放送時間          | 備考 |
| -------------- | ------------------------- | -------------- | ---------------------------- | ----------------- | --- |
| 関東広域圏     | 日本テレビ（NTV）         | 日本テレビ系列 | 2006年4月3日 - 2023年3月31日 | 平日 8:00 - 10:25 | 【制作局】 |
| 北海道         | 札幌テレビ（STV）         | 日本テレビ系列 | 2006年4月3日 - 2023年3月31日 | 平日 8:00 - 10:25 | - 2018年9月6日は当日未明に発生した北海道胆振東部地震に関する北海道ローカル向けの報道特番を放送したため、前枠の『ZIP!』共々臨時に全編ネット返上とした。                   |
| 青森県         | 青森放送（RAB）           | 日本テレビ系列 | 2006年4月3日 - 2023年3月31日 | 平日 8:00 - 10:25 | |
| 岩手県         | テレビ岩手（TVI）         | 日本テレビ系列 | 2006年4月3日 - 2023年3月31日 | 平日 8:00 - 10:25 | |
| 宮城県         | ミヤギテレビ（MMT）       | 日本テレビ系列 | 2006年4月3日 - 2023年3月31日 | 平日 8:00 - 10:25 | |
| 秋田県         | 秋田放送（ABS）           | 日本テレビ系列 | 2006年4月3日 - 2023年3月31日 | 平日 8:00 - 10:25 | |
| 山形県         | 山形放送（YBC）           | 日本テレビ系列 | 2006年4月3日 - 2023年3月31日 | 平日 8:00 - 10:25 | |
| 福島県         | 福島中央テレビ（FCT）     | 日本テレビ系列 | 2006年4月3日 - 2023年3月31日 | 平日 8:00 - 10:25 | |
| 新潟県         | テレビ新潟（TeNY）        | 日本テレビ系列 | 2006年4月3日 - 2023年3月31日 | 平日 8:00 - 10:25 | |
| 長野県         | テレビ信州（TSB）         | 日本テレビ系列 | 2006年4月3日 - 2023年3月31日 | 平日 8:00 - 10:25 | |
| 静岡県         | 静岡第一テレビ（SDT）     | 日本テレビ系列 | 2006年4月3日 - 2023年3月31日 | 平日 8:00 - 10:25 | - 2017年4月3日からフルネットに移行。 |
| 富山県         | 北日本放送（KNB）         | 日本テレビ系列 | 2011年4月1日 - 2023年3月31日 | 平日 8:00 - 10:25 | - 2017年4月3日からフルネットに移行。 |
| 石川県         | テレビ金沢（KTK）         | 日本テレビ系列 | 2006年4月3日 - 2023年3月31日 | 平日 8:00 - 10:25 | |
| 中京広域圏     | 中京テレビ（CTV）         | 日本テレビ系列 | 2006年4月3日 - 2023年3月31日 | 平日 8:00 - 10:25 | |
| 近畿広域圏     | 読売テレビ（ytv）         | 日本テレビ系列 | 2006年4月3日 - 2023年3月31日 | 平日 8:00 - 10:25 | |
| 鳥取県・島根県 | 日本海テレビ（NKT）       | 日本テレビ系列 | 2006年4月3日 - 2023年3月31日 | 平日 8:00 - 10:25 | |
| 広島県         | 広島テレビ（HTV）         | 日本テレビ系列 | 2006年4月3日 - 2023年3月31日 | 平日 8:00 - 10:25 | - 毎年8月6日が平日と重なる場合は、「広島平和記念式典」生中継を含む広島原爆の日関連の特番を放送することに伴う特別編成のため、臨時に全編ネット返上としていた。             |
| 山口県         | 山口放送（KRY）           | 日本テレビ系列 | 2006年4月3日 - 2023年3月31日 | 平日 8:00 - 10:25 | - 2019年9月30日からフルネットに移行。 - 2017年4月3日から2019年9月27日まで通常編成において唯一9:30飛び降りとなっていて、稀に臨時フルネットで放送することがあった。        |
| 徳島県         | 四国放送（JRT）           | 日本テレビ系列 | 2011年4月1日 - 2023年3月31日 | 平日 8:00 - 10:25 | |
| 香川県・岡山県 | 西日本放送（RNC）         | 日本テレビ系列 | 2006年4月3日 - 2023年3月31日 | 平日 8:00 - 10:25 | |
| 愛媛県         | 南海放送（RNB）           | 日本テレビ系列 | 2006年4月3日 - 2023年3月31日 | 平日 8:00 - 10:25 | |
| 高知県         | 高知放送（RKC）           | 日本テレビ系列 | 2015年4月1日 - 2023年3月31日 | 平日 8:00 - 10:25 | |
| 福岡県         | 福岡放送（FBS）           | 日本テレビ系列 | 2006年4月3日 - 2023年3月31日 | 平日 8:00 - 10:25 | |
| 長崎県         | 長崎国際テレビ（NIB）     | 日本テレビ系列 | 2006年4月3日 - 2023年3月31日 | 平日 8:00 - 10:25 | - 2017年以降、毎年8月9日が平日と重なる場合は、「長崎原爆犠牲者慰霊平和祈念式典」の生中継を含む特別番組を放送することに伴う特別編成のため、臨時に9:30飛び降りとしていた。 |
| 熊本県         | くまもと県民テレビ（KKT） | 日本テレビ系列 | 2006年4月3日 - 2023年3月31日 | 平日 8:00 - 10:25 | |
| 鹿児島県       | 鹿児島読売テレビ（KYT）   | 日本テレビ系列 | 2006年4月3日 - 2023年3月31日 | 平日 8:00 - 10:25 | |

- 沖縄県の一部エリアでも、沖縄ケーブルネットワークと宮古テレビのコミュニティチャンネルにて、鹿児島読売テレビから受信したものを同時放送していた[111][112]。ただし、データ放送・字幕放送には対応していなかった。

### 放送時間の変遷
| 期間      | 期間      | 放送時間（日本時間）      |
| --------- | --------- | ------------------------- |
| 2006.4.3  | 2009.3.27 | 平日8:00 - 9:55（115分）  |
| 2009.3.30 | 2023.3.31 | 平日8:00 - 10:25（145分） |

## 備考

### 内容などに関する備考
読売テレビは『なるトモ!』（2009年3月終了）の前に2007年5月7日から2008年3月28日まで『もうスグ!なるトモ!』（9:36 - 9:55） を放送し、本番組は9:36で飛び降りとしていた。なお、読売テレビでの飛び降りにおいては「スッキリ!! 終」といったテロップは表示されず、代わりに、「スッキリナビ」終了後の9:36に伝えられるCM明けに伝える項目の予告に「関西地区（を）除く」（「関西地区では見られまへん」を使うことも多かったが、どちらを使うかはニュースの内容によってその都度変更した）と表示した。『もうスグ!なるトモ!』は、2008年3月28日を以って終了し、2008年3月31日放送分からは、再び読売テレビも9:55で終了（フルネット）となった。
2007年1月29日、オープニング映像・スタジオセットの変更やコーナーと進行表の見直しといったリニューアルが行われた。同時に音声もモノラルからステレオに変更された。
開始当初から2009年3月27日まで先述にある一時期の読売テレビを除き、全ネット局揃って8:00 - 9:55の放送だったが、日本テレビ（関東ローカル）での後座番組となっていた『ラジかるッ』の終了に伴い、2009年3月30日から10:25までの2部制の放送に移行した（第1部と第2部の境は9:30、第1部はネットワークセールス枠のため全国共通ネット、第2部はローカルセールス枠の任意ネットである）。
2010年7月5日から、地上アナログ放送ではレターボックス16:9の画面となり、併せてネーム・サイドスーパーの背景が変わった。
2011年3月14日は、3月11日に発生した東北地方太平洋沖地震（東日本大震災）関連の報道特別番組扱いで日テレNEWS24でもサイマル放送し、地上波で本番組が一切放送されない地域でも全編視聴可能だった。なお月曜レギュラーである勝谷誠彦は本来であれば出演予定であるはずが、この日は出演していなかった。またこの週は、通常時の飛び降り局が臨時にフルネットを行ったり、全編非ネット局である山梨放送、北日本放送（当時）が第2部の末尾30分を臨時にネットした。
2011年4月1日から、長年テレビ朝日制作平日朝のワイドショー（『モーニングショー』（第1期）→『スーパーモーニング』）をネットしてきた北日本放送と四国放送が、前日の3月31日を以って、テレビ朝日制作平日朝のワイドショーのネットを打ち切り、本番組のネットを開始した。
2015年1月16日放送分の番組終盤で、初回からMCを務めてきたテリー伊藤が、3月を以って番組を卒業する事を自ら発表した。2015年3月30日より、テリーの後任として、上重聡が就任し、コメンテーターも4人体制となる。併せて、番組開始当初から使われてきた番組タイトルロゴが一新。また、第2部で番組内コーナーアニメ「ふなっしーのふなふなふな日和」が放送開始。
さらに2015年4月1日から長年テレビ朝日制作平日朝のワイドショー（『モーニングショー』→『スーパーモーニング』→『モーニングバード』）をネットしてきた高知放送が、前日の3月31日を以ってテレビ朝日制作平日朝のワイドショーを打ち切り、本番組のネットをフルネットで開始した。
2016年3月28日より、上重の後任として、近藤春菜が就任した。さらに、森圭介・岩本乃蒼もサブMCに昇格となり、MCは2人体制から4人体制へと変更され、タイトルロゴも3代目に変わった。
2016年10月7日は、東京・銀座でのリオデジャネイロオリンピック・パラリンピックのメダリストパレードを中継するため、第2部の後座パートとして10:25 - 11:30に『スッキリ!! 超拡大メダリストパレードたっぷり見せますSP』を放送した。
2017年8月9日の放送で岩本が同年9月29日で本番組を卒業することを発表した。2017年10月2日より、岩本の後任として、水卜麻美が司会に就任することが発表された。これと同時にタイトルから「!!」を外し、『スッキリ』となり、番組開始当初からロゴに表示されていた「Freshen up!」もなくなった。
2019年8月24日・8月25日の『24時間テレビ42 「愛は地球を救う」』では、駅伝形式で行うチャリティーマラソンに本番組から近藤（第1区間）と水卜（第3区間）がランナーとして選ばれた。また、スターターを加藤が、実況を森がそれぞれ担当。
年内の放送が終わった後の2020年12月29日早朝に、2021年3月で水卜麻美が番組を卒業し、桝太一と徳島えりかの後任として『ZIP!』2代目総合司会に異動する事、ならびに『スッキリ』の後任として岩田絵里奈が就任する事が発表された。翌2021年1月4日放送分のオープニングでも改めて発表されると共に、近藤春菜も同時に卒業する事が発表された。2021年3月29日から近藤の後任は設けず加藤・岩田と、情報キャスターから昇格した森の3人体制となり、テロップ類などが一新された。なお、岩田は就任に先立って2021年2月3日放送分のニュースコーナーに出演し、終了後にスタジオの加藤とやり取りをしている。

### ネット局に関する備考

#### ネット局など
- 日本テレビ系列平日午前のワイドショー枠のネット局は、1995年4月の当該枠のネットワークセールス化[注 67]並びに南海放送の『ルックルックこんにちは』を同時ネットで再開して以来、1995年4月3日から2011年3月31日まではNNS23局ネットで放送されてきたが（『レッツ!』→『ザ!情報ツウ』も同様）、先述の通り2011年4月1日の北日本放送・四国放送における本番組のネット開始、2015年4月1日の高知放送における本番組のネット開始で、2015年4月1日から番組終了まではNNS26局（山梨放送・福井放送・テレビ大分を除く）で放送されていた。
- その一方、山梨放送（YBS）・福井放送（FBC）はテレビ朝日系列のワイドショー（『スーパーモーニング』→『モーニングバード!』→『モーニングバード』→『羽鳥慎一 モーニングショー』）を系列外ネットで放送していたほか、フジテレビ系列とのクロスネット局であるテレビ大分（TOS）・テレビ宮崎（UMK）もフジテレビ系列のワイドショー（『情報プレゼンター とくダネ!』→『めざまし8』）をネットしていたため、この4局では最後まで非ネットだった。ただ、山梨放送では本番組終了と同日に『羽鳥慎一モーニングショー』の系列外ネットを打ち切ったため、後継番組『DayDay.』は初回からネットしている。同局では1980年代に『ルックルックこんにちは』を打ち切って以来、本枠のネット復活となった。
- 広島テレビでは例年8月6日の8時15分を挟んで長時間の「広島平和記念式典」を含む特別番組を編成（2021年度は「つなぐヒロシマ」として8:00 - 10:25に放送）するため、本番組のネットを返上する[127]。また、緊急ニュース等の場合でも『テレビ派特報』として第2部ないしは全編を返上する場合があった。
- 長崎国際テレビでは例年8月9日の11時2分を挟んで長時間の「長崎原爆犠牲者慰霊平和祈念式典」を含む特別番組を編成（2022年度は「被爆77年報道特別番組 未来へつなぐ〜ナガサキの願い〜」として9:55 - 11:25に放送）するため、第2部を臨時非ネット。
- 番組の前後などで、緊急のニュースが放送された場合、CSのニュース専門チャンネル日テレNEWS24でも部分ネットされることがある（2017年9月15日の北朝鮮ミサイル発射実験報道時。この時はBS日テレも通常番組を放送しながらも本番組仕様のL字型画面がネットされた）。

#### 放送時間など
- 2009年春改編で関東地区の後座番組『ラジかるッ』と昼枠『おもいッきりイイ!!テレビ』が統合され、その後継番組『おもいッきりDON!』（2009年10月から2011年3月までは第1部が『PON!』、第2部が『DON!』にそれぞれ独立して放送）が関東地区・一部地域では10:25開始のため、本番組の放送時間が10:25まで拡大されることになった（日本テレビの平日朝のワイドショー番組で常時10時台前半にも編成・放送されることは、2005年9月に前番組『ザ!情報ツウ』が放送時間を30分短縮（第2部（9:55 - 10:25）の廃枠に伴い、2部制を廃止）して以来、3年6か月ぶり）。テレビ金沢は2012年9月28日まで、広島テレビは2013年3月29日まで、福島中央テレビは2015年3月27日まで、長崎国際テレビは2016年4月1日まで、札幌テレビは2016年5月6日、静岡第一テレビ・北日本放送は2017年3月31日までそれぞれ飛び降りていたが、テレビ金沢は2012年10月1日から、広島テレビは2013年4月1日から、福島中央テレビは2015年3月30日から、長崎国際テレビは2016年4月4日から、札幌テレビは2016年5月9日から、静岡第一テレビ・北日本放送は2017年4月3日からそれぞれフルネットになった。2017年4月以降、第1部で飛び降りるのは山口放送のみとなっていたが、2019年9月30日からフルネットになった。これにより、全ネット局で全編フルネット化することになった。また、最後にフルネット化に踏み切ることになった山口放送では、平日夕方の自社制作番組『熱血テレビ』のキャスターが潜入して密着取材を行い、当番組の司会者が第2部のPRを行った。
- 2008年および2010年 - 2014年の年内最終放送日には『年末拡大スペシャル』として、（11:25または）11:30まで延長放送した[注 68]。2014年は前年までよりさらに枠拡大とし、6:30 - 11:30の5時間枠となる[注 69]。ただし、一部ネット局は一部時間帯のみの放送となる。2015年は6:30 - 10:25の放送[注 70]となった。2016年以降は年末の拡大放送は行われていない。その一方で、2019年1月4日（2019年初放送）には「新春スペシャル」として、1時間前拡大（7:00 - 10:25）しての放送が行われた[注 71]。
- リオデジャネイロオリンピック中継のため、2016年8月9日・8月11日は第1部を30分短縮、第2部を休止した（これにより、当時通常9:30飛び降りとしていた局では臨時フルネットとなった）ほか、8月19日は全編休止となった。
- 2018年元日5:50 - 10:00には『ZIP!』との合同特番『新春スッキリ2018 ZIP!と初夢コラボSP 開運!4時間クイズッス祭り』を放送した。なお、本番組の非ネット局である山梨放送・福井放送・テレビ大分でも放送された[128]。
- 2018年2月19日は、9:00からピョンチャンオリンピックのカーリング女子日本代表戦の中継を放送のため、第1部を30分短縮、第2部を休止とした（これにより、当時通常9:30飛び降りとしていた山口放送では臨時フルネットとなった）。
- 2021年5月5日は9:30 - 11:25に『札幌チャレンジハーフマラソン2021』中継（札幌テレビ制作）を関東・北海道など一部地域で放送のため、55分短縮（8:00 - 9:30）[129][130]。なお、マラソン中継をネットしなかった地方局では9:30以降各局別に代替番組を放送し穴埋めした。
- 『東京オリンピック2020』中継のため、2021年7月27日は55分短縮（8:00 - 9:30）、2021年8月5日は放送休止となった。
- 2022年12月28日・12月29日は、収録で放送した。8:00 - 9:30の短縮。